# Nécropole papale de la basilique Saint-Pierre
La nécropole papale de la basilique Saint-Pierre est une immense crypte contenant non seulement des chapelles dédiées à différents saints, mais aussi des tombes de rois, de reines et de papes à partir du Xe siècle. Elle résulte d’une initiative d’Antonio da Sangallo, architecte en chef de la basilique Saint-Pierre, qui décide entre 1538 et 1546 de surélever de 3,2 mètres le pavement de la nef de la basilique pour en augmenter la luminosité. Ce nouveau pavement est alors soutenu par une série de voûtes qui forment des pièces accessibles, les grottes vaticanes, nom que l'on donne aux salles souterraines se trouvant sous la basilique et qui reprennent son plan.
Sur 264 papes, seulement 149 ont été inhumés dans la basilique Saint-Pierre de Rome pour des raisons diverses (après leur béatification, après la construction d'un magnifique monument funéraire), mais aussi dans diverses églises de Rome. Cependant, la grande majorité d'entre eux est ou a été inhumée dans les grottes vaticanes. Celles-ci ne doivent pas être confondues avec la nécropole du Vatican, qui correspond aux fouilles du cimetière contenant des tombes de la fin du Ier siècle av. J.-C. au IVe siècle. Cette dernière est d'ailleurs située sous la nécropole papale.
La crypte, ou grotte des papes, se visite partiellement.

## La tombe de saint Pierre

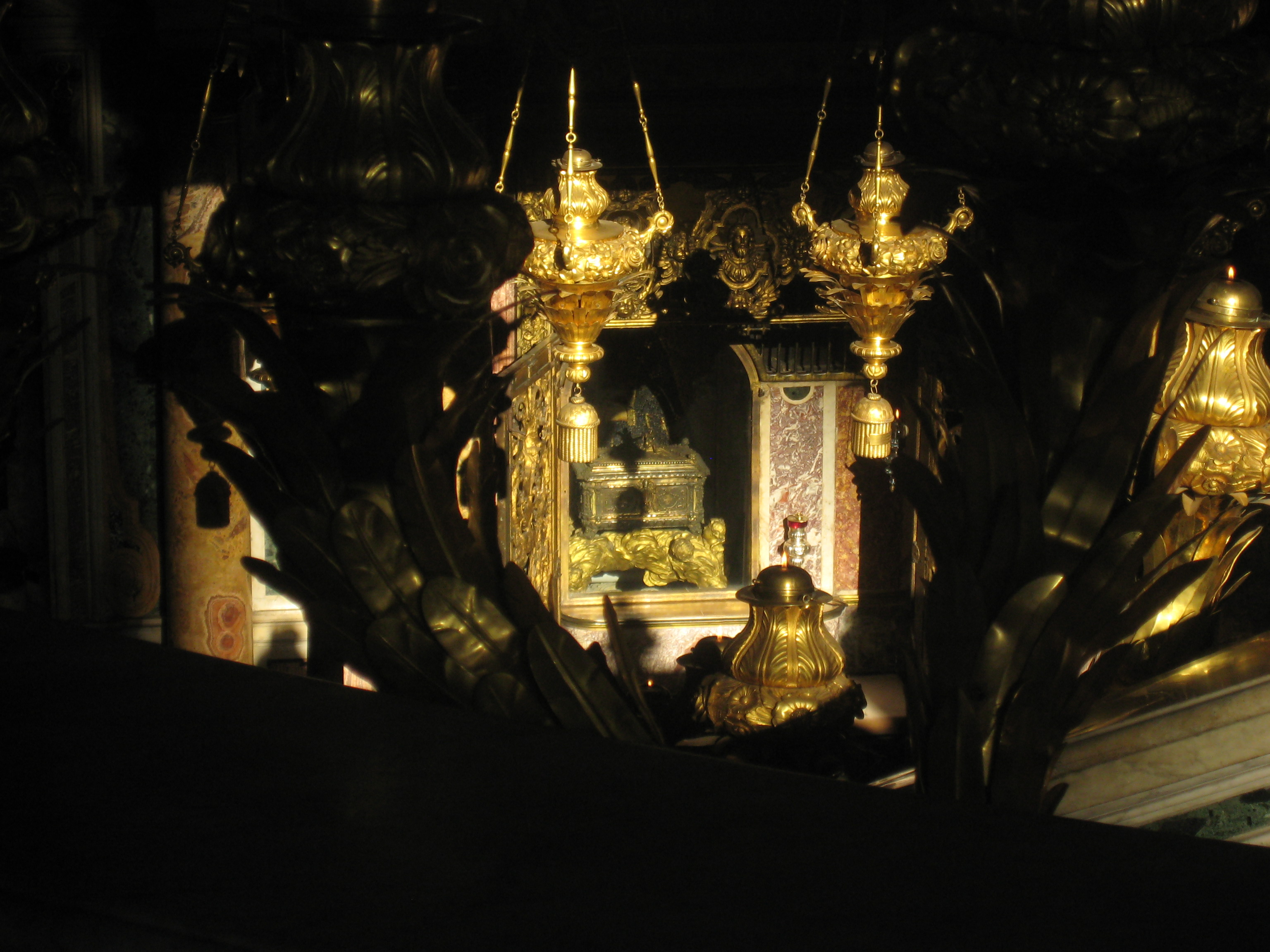
Coffret des palliums (33-67).

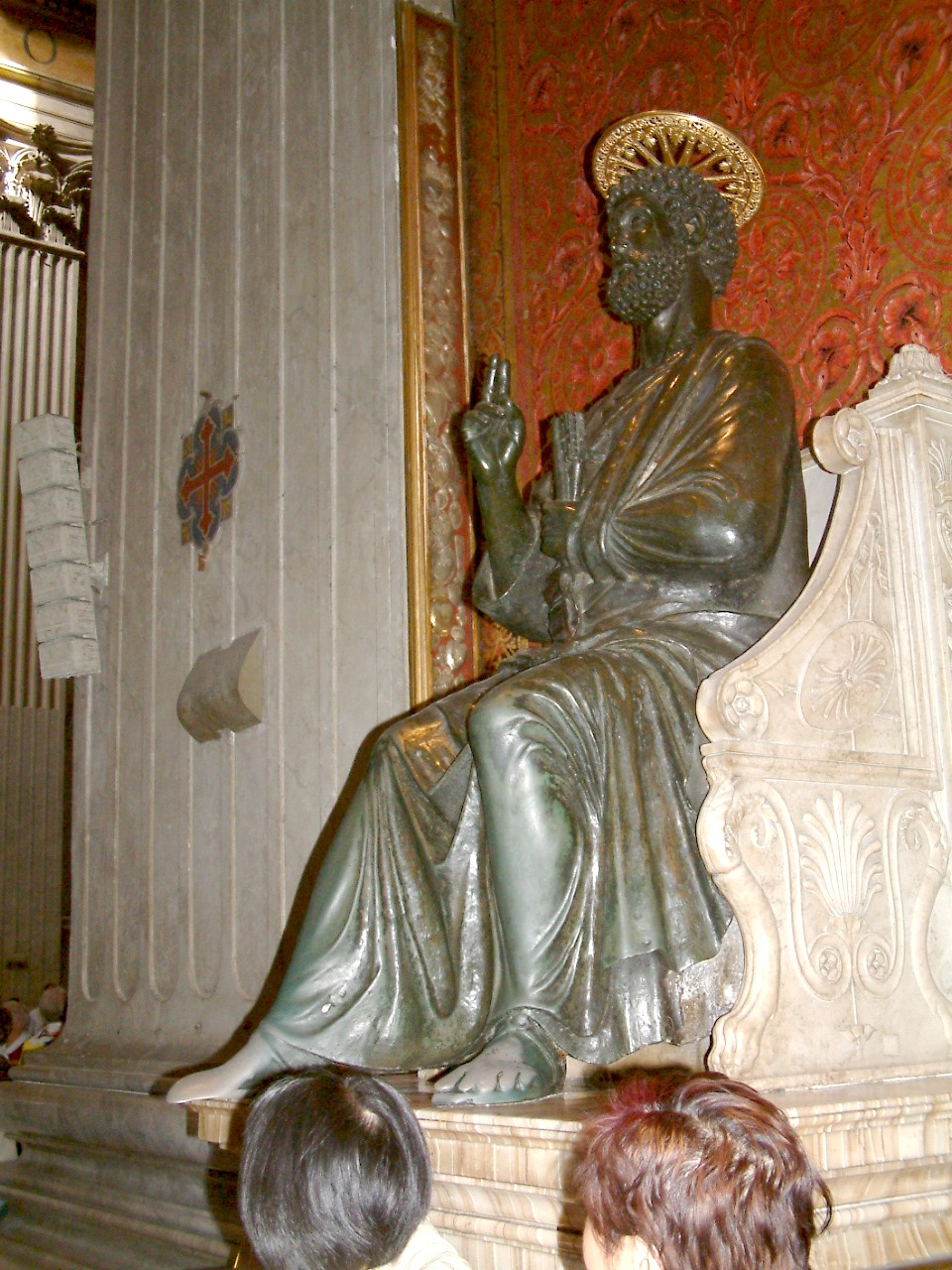
La statue de saint Pierre dans la basilique de Rome.

D'après la tradition catholique romaine, saint Pierre est un des apôtres du Christ et est considéré comme le premier évêque de Rome. Pour les catholiques, cela fonde la primauté épiscopale de l'évêque de Rome sur tous les autres évêques du monde, ce qui en fait le premier pape de l'histoire, dont le dernier héritier en date est le pape Léon XIV. Les catholiques considèrent que saint Pierre a été le premier pape dès la mort du Christ en 33 jusqu'à sa mort en martyr en 67 (les dates sont les dates officielles de l'Église catholique).
La tradition localise la tombe de Pierre sur l'emplacement de la nécropole du Vatican située au nord du Circus Vaticanus, dont elle était séparée par une route secondaire, la via Cornelia. L'empereur Constantin y fait édifier une première basilique occupant le site de la basilique Saint-Pierre actuel et dont l'abside est construite autour de l'emplacement de la tombe à flanc de colline.
Pie XI, décédé en 1939, a si ardemment désiré être enterré « aussi près que possible de la confession de Pierre » que son successeur Pie XII ordonne dès 1940 une vaste campagne archéologique autour de la tombe du saint, pour établir l'authenticité de l'endroit.
Ces fouilles sont gardées secrètes pendant dix ans, même pendant la Seconde Guerre mondiale. Elles ont mis en évidence au-dessous de l'autel de la basilique un monument cultuel au-dessus d'une tombe vide du Ier siècle. Sur l'un des murs, les archéologues ont trouvé une inscription en grec traduite ainsi : « Pierre est ici ». Pie XII annonce alors la nouvelle à la radio pendant l'Année sainte de 1950 : « Il a été trouvé le tombeau du Prince des Apôtres ».
Trois ans plus tard, en 1953, une nouvelle découverte de quelques ossements d'un homme de 60 à 70 ans, dans une cachette aménagée sur un mur perpendiculaire, enveloppés dans un tissu pourpre précieux tissé de fils d'or, ne permet cependant pas de tirer de conclusion. Cependant, quelques années plus tard, le pape Paul VI annonce qu'il doit s'agir selon toute probabilité des restes du corps de saint Pierre.

## Les tombeaux des papes

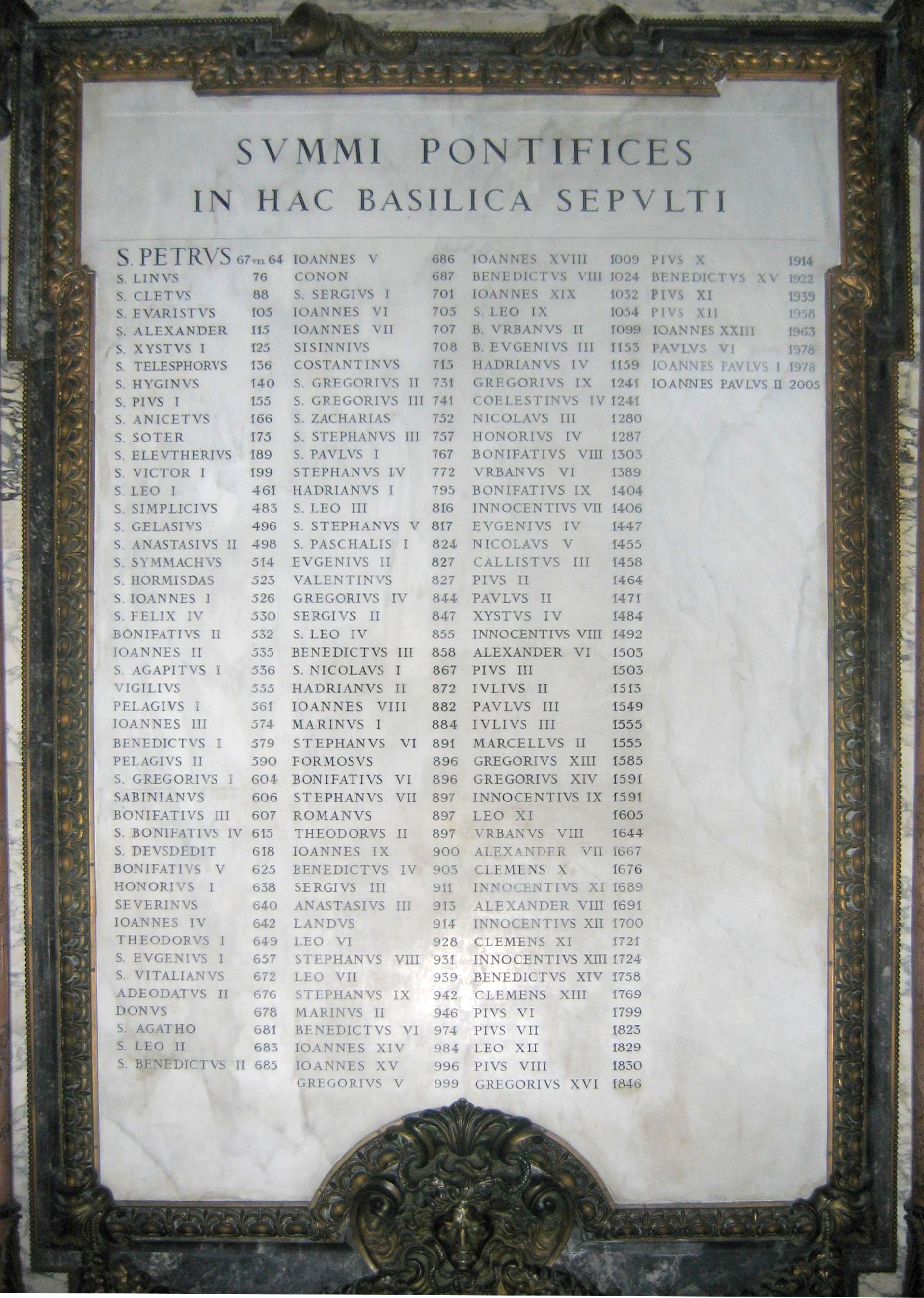
Liste des 148 papes inhumés dans la basilique de Saint-Pierre de Rome (en 2005).

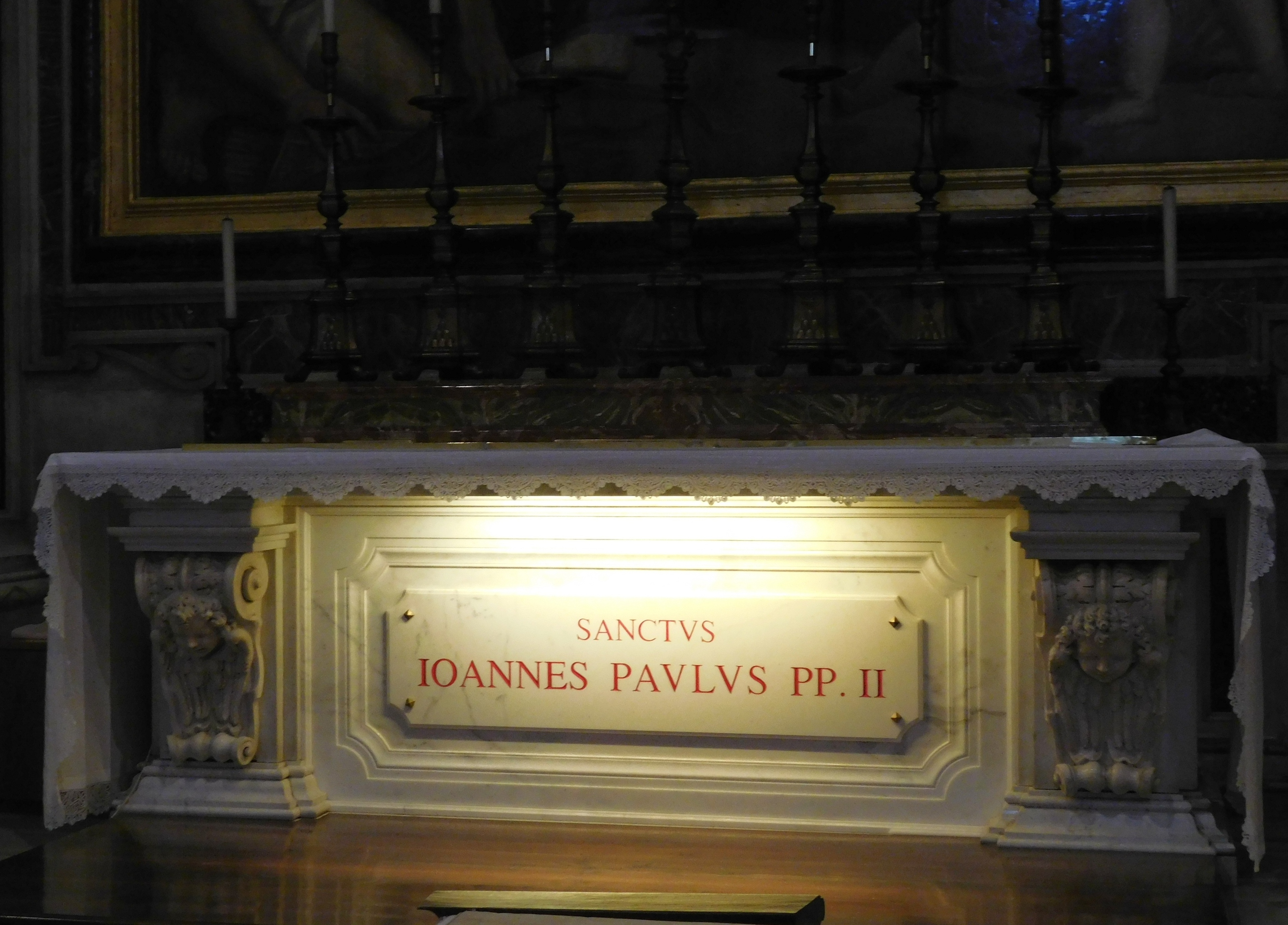
Tombeau du pape Jean-Paul II (1978-2005).

Lors de ses funérailles le 8 avril 2005, Jean-Paul II est inhumé dans son tombeau à 14 h 20, à l'emplacement où reposait le corps de Jean XXIII jusqu'à son transfert dans la basilique après sa béatification en 2000. La cérémonie d'inhumation se déroule sans la présence des médias et dure deux heures. Selon le Vatican, la niche a été réaménagée comme une cellule de monastère avec une grande dalle en marbre blanc de Carrare qui recouvre la tombe. À son tour le corps de Jean-Paul II est transféré dans la basilique elle-même en 2011.
Le dernier pape inhumé dans la crypte est le pape émérite Benoît XVI le 5 janvier 2023, dans l'ancien caveau de son prédécesseur.
À l'exception des derniers papes enterrés dans les grottes vaticanes (Pie X, Benoît XV, Pie XI, Pie XII, Jean XXIII, Paul VI, Jean-Paul Ier, Jean-Paul II et Benoît XVI), de nombreux papes du passé ont préféré être enterré ailleurs qu'à la basilique Saint-Pierre de Rome. Ils sont tout de même au nombre de 117.
Les trois derniers papes ayant désiré être inhumés à l'extérieur du Vatican sont Pie IX (pape de 1846 à 1878), qui a choisi la basilique Saint-Laurent-hors-les-Murs, Léon XIII (pape de 1878 à 1903), qui a souhaité reposer à la basilique Saint-Jean-de-Latran et François (pape de 2013 à 2025) et qui choisi de reposer à la basilique Sainte-Marie-Majeure.

## Liste officielle des 149 souverains pontifes inhumés
1. Saint Pierre († 67) -  1er pape de 33 à 67
2. Lin († 78) -  2e pape de 67 à 78
3. Anaclet († 88) -  3e pape de 76 à 88
4. Évariste († 105) -  5e pape de 97 à 105
5. Alexandre Ier († 115) -  6e pape de 105 à 115
6. Sixte Ier († 125) -  7e pape de 115 à 125
7. Télesphore († 136) -  8e pape de 125 à 136
8. Hygin († 140) -  9e pape de 136 à 140
9. Pie Ier († 155) -  10e pape de 140 à 155
10. Anicet († 166) -  11e pape de 155 à 166
11. Sôter († vers 174) -  12e pape de 166 à 174
12. Éleuthère († 24 mai 189) -  13e pape de 174 à 189
13. Victor Ier († 199) -  14e pape de 189 à 199
14. Léon Ier († 10 novembre 461) -  45e pape de 440 à 461
15. Simplice († 10 mars 483) -  47e pape de 468 à 483
16. Gélase Ier († 21 novembre 496) -  49e pape de 492 à 496
17. Anastase II († 19 novembre 498) -  50e pape de 496 à 498
18. Symmaque († 19 juillet 514) -  51e pape de 498 à 514
19. Hormisdas († 6 août 523) -  52e pape de 514 à 523
20. Jean Ier († 18 mai 526) -  53e pape de 523 à 526
21. Félix IV († 22 septembre 530) -  54e pape de 526 à 530
22. Boniface II († 17 octobre 532) -  55e pape de 530 à 532
23. Jean II († 8 mai 535) -  56e pape de 533 à 535
24. Agapet Ier († 22 avril 536) -  57e pape de 535 à 536
25. Vigile († 7 juin 555) -  59e pape de 537 à 555
26. Pélage Ier († 4 mars 561) -  60e pape de 556 à 561
27. Jean III († 13 juillet 574) -  61e pape de 561 à 574
28. Benoît Ier († 30 juillet 579) -  62e pape de 575 à 579
29. Pélage II († 7 février 590) -  63e pape de 579 à 590
30. Grégoire Ier († 12 mars 604) -  64e pape de 590 à 604
31. Sabinien († 22 février 606) -  65e pape de 604 à 606
32. Boniface III († 10 novembre 607) -  66e pape de 607 à 608
33. Boniface IV († 25 mars 615) -  67e pape de 608 à 615
34. Adéodat Ier († 8 novembre 618) -  68e pape de 615 à 618
35. Boniface V († 25 octobre 625) -  69e pape de 619 à 625
36. Honorius Ier († 12 octobre 638) -  70e pape de 625 à 638
37. Séverin († 12 août 640) -  71e pape de 638 à 640
38. Jean IV († 12 octobre 642) -  72e pape de 640 à 642
39. Théodore Ier († 14 mai 649) -  73e pape de 642 à 649
40. Eugène Ier († 2 juin 657) -  75e pape de 654 à 657
41. Vitalien († 27 janvier 672) -  76e pape de 657 à 672
42. Adéodat II († 17 juin 676) -  77e pape de 672 à 676
43. Donus († 11 avril 678) -  78e pape de 676 à 678
44. Agathon († 10 juin 681) -  79e pape de 678 à 681
45. Léon II († 3 juillet 683) -  80e pape de 682 à 683
46. Benoît II († 8 mai 685) -  81e pape de 684 à 685
47. Jean V († 2 août 686) -  82e pape de 685 à 686
48. Conon († 21 septembre 687) -  83e pape de 686 à 687
49. Serge Ier († 8 septembre 701) -  84e pape de 687 à 701
50. Jean VI († 11 janvier 705) -  85e pape de 701 à 705
51. Jean VII († 18 octobre 707) -  86e pape de 705 à 707
52. Sisinnius († 4 février 708) -  87e pape en 708
53. Constantin († 9 avril 715) -  88e pape de 708 à 715
54. Grégoire II († 11 février 731) -  89e pape de 715 à 731
55. Grégoire III († 27 novembre 741) -  90e pape de 731 à 741
56. Zacharie († 22 mars 752) -  91e pape de 741 à 752
57. Étienne II († 25 avril 757) -  92e pape de 752 à 757
58. Paul Ier († 28 juin 767) -  93e pape de 757 à 767
59. Étienne III († 24 janvier 772) -  94e pape de 767 à 772
60. Adrien Ier († 25 décembre 795) -  95e pape de 772 à 795
61. Léon III († 12 juin 816) -  96e pape de 795 à 816
62. Étienne IV († 24 janvier 817) -  97e pape de 816 à 817
63. Pascal Ier († 11 février 824) -  98e pape de 817 à 824
64. Eugène II († 27 août 827) -  99e pape de 824 à 827
65. Valentin († octobre 827) -  100e pape en 827
66. Grégoire IV († 25 janvier 844) -  101e pape de 827 à 844
67. Serge II († 27 janvier 847) -  102e pape de 844 à 847
68. Léon IV († 17 juillet 855) -  103e pape de 847 à 855
69. Benoît III († 17 avril 858) -  104e pape de 855 à 858
70. Nicolas Ier († 13 novembre 867) -  105e pape de 858 à 867
71. Adrien II († 14 décembre 872) -  106e pape de 867 à 872
72. Jean VIII († 16 décembre 882) -  107e pape de 872 à 882
73. Marin Ier († 15 mai 884) -  108e pape de 882 à 884
74. Étienne V († 14 septembre 891) -  110e pape de 885 à 891
75. Formose († 4 avril 896) -  111e pape de 891 à 896
76. Boniface VI († 26 avril 896) -  112e pape en 896
77. Étienne VI († août 897) -  113e pape de 896 à 897
78. Romain († novembre 897) -  114e pape en 897
79. Théodore II († 20 décembre 897) -  115e pape en 897
80. Jean IX († 26 mars 900) -  116e pape de 898 à 900
81. Benoît IV († juillet 903) -  117e pape de 900 à 903
82. Serge III († 14 avril 911) -  119e pape de 904 à 911
83. Anastase III († juin 913) -  120e pape de 911 à 913
84. Landon († 5 février 914) -  121e pape de 913 à 914
85. Léon VI († décembre 928) -  123e pape en 928
86. Étienne VII († 15 mars 931) -  124e pape de 928 à 931
87. Léon VII († 13 juillet 939) -  126e pape de 936 à 939
88. Étienne VIII († octobre 942) -  127e pape de 939 à 942
89. Marin II († 1er mai 946) -  128e pape de 942 à 946
90. Benoît VI († juin 974) -  134e pape de 973 à 974
91. Jean XIV († 20 août 984) -  136e pape de 983 à 984
92. Jean XV († 1er avril 996) -  137e pape de 985 à 996
93. Grégoire V (en 973 - 18 février 999) -  138e pape de 996 à 999
94. Jean XVIII († 18 juillet 1009) -  141e pape de 1004 à 1009
95. Benoît VIII († 9 avril 1024) -  143e pape de 1012 à 1024
96. Jean XIX († v. 6 novembre 1032) -  144e pape de 1024 à 1032
97. Léon IX (21 juin 1002 – 19 avril 1054) -  152e pape de 1049 à 1054
98. Urbain II (en 1042 - 29 juillet 1099) -  159e pape de 1088 à 1099
99. Eugène III († 8 juin 1153) -  167e pape de 1145 à 1153
100. Adrien IV (vers 1100 - 1er septembre 1159) -  169e pape de 1154 à 1159
101. Grégoire IX (vers 1145 – 22 août 1241) -  178e pape de 1227 à 1241
102. Célestin IV († 10 novembre 1241) -  179e pape en 1241
103. Nicolas III (vers 1210/1220 - 22 août 1280) -  188e pape de 1277 à 1280
104. Honorius IV (en 1210 - 3 avril 1287) -  190e pape de 1285 à 1287
105. Boniface VIII (vers 1235 - 11 octobre 1303) -  193e pape de 1294 à 1303
106. Urbain VI (en 1318 - 15 octobre 1389) -  202e pape de 1378 à 1389
107. Boniface IX (vers 1355 - 1er octobre 1404) -  203e pape de 1389 à 1404
108. Innocent VII (en 1336 - 6 novembre 1406) -  204e pape de 1404 à 1406
109. Eugène IV (en 1383 - 23 février 1447) -  207e pape de 1431 à 1447
110. Nicolas V (15 novembre 1397 - 24 mars 1455) -  208e pape de 1447 à 1455
111. Calixte III (31 décembre 1378 - 6 août 1458) -  209e pape de 1455 à 1458
112. Pie II (18 octobre 1405 - 15 août 1464)) -  210e pape de 1458 à 1464
113. Paul II (23 février 1417 - 26 juillet 1471) -  211e pape de 1464 à 1471
114. Sixte IV (21 juillet 1414 - 12 août 1484) -  212e pape de 1471 à 1484
115. Innocent VIII (en 1432 - 25 juillet 1492) -  213e pape de 1484 à 1492
116. Alexandre VI (1er janvier 1431 - 18 août 1503) -  214e pape de 1492 à 1503
117. Pie III (29 mai 1439 - 18 octobre 1503) -  215e pape en 1503
118. Jules II (5 décembre 1443 - 21 février 1513) -  216e pape de 1503 à 1513
119. Paul III (29 février 1468 - 10 novembre 1549) -  220e pape de 1534 à 1549
120. Jules III (10 septembre 1487 - 23 mars 1555) -  221e pape de 1550 à 1555
121. Marcel II (6 mai 1501 - 1er mai 1555) -  222e pape en 1555
122. Grégoire XIII (1er janvier 1502 - 10 avril 1585) -  226e pape de 1572 à 1585
123. Grégoire XIV (11 février 1535 - 16 octobre 1591) -  229e pape de 1590 à 1591
124. Innocent IX (20 juillet 1519 - 30 décembre 1591) -  230e pape en 1591
125. Léon XI (2 juin 1535 - 27 avril 1605) -  232e pape en 1605
126. Urbain VIII (5 avril 1568 – 29 juillet 1644) -  235e pape de 1623 à 1644
127. Alexandre VII (13 février 1599 - 22 mai 1667) -  237e pape de 1655 à 1667
128. Clément X (13 juillet 1590 - 22 juillet 1676) -  239e pape de 1670 à 1676
129. Innocent XI (16 mai 1611 - 21 août 1689) -  240e pape de 1676 à 1689
130. Alexandre VIII (22 avril 1610 - 1er février 1691) -  241e pape de 1689 à 1691
131. Innocent XII (13 mars 1615 - 27 septembre 1700) -  242e pape de 1691 à 1700
132. Clément XI (23 juillet 1649 - 19 mars 1721) -  243e pape de 1700 à 1721
133. Innocent XIII (13 mai 1655 – 7 mars 1724) -  244e pape de 1721 à 1724
134. Benoît XIV (31 mars 1675 - 3 mai 1758) -  247e pape de 1740 à 1758
135. Clément XIII (7 mars 1693 – 2 février 1769) -  248e pape de 1758 à 1769
136. Pie VI (25 décembre 1717 - 29 août 1799) -  250e pape de 1774 à 1799
137. Pie VII (14 août 1742 - 20 août 1823) -  251e pape de 1800 à 1823
138. Léon XII (22 août 1760 – 10 février 1829) -  252e pape de 1823 à 1829
139. Pie VIII (20 novembre 1761 - 30 novembre 1830) -  253e pape de 1829 à 1830
140. Grégoire XVI (18 septembre 1765 - 1er juin 1846) -  254e pape de 1831 à 1846
141. Pie X (2 juin 1835 - 20 août 1914) -  257e pape de 1903 à 1914
142. Benoît XV (21 novembre 1854 - 22 janvier 1922) -  258e pape de 1914 à 1922
143. Pie XI (31 mai 1857 - 10 février 1939) -  259e pape de 1922 à 1939
144. Pie XII (2 mars 1876 – 9 octobre 1958) -  260e pape de 1939 à 1958
145. Jean XXIII (25 novembre 1881 – 3 juin 1963) -  261e pape de 1958 à 1963
146. Paul VI (26 septembre 1897 - 6 août 1978) -  262e pape de 1963 à 1978
147. Jean-Paul Ier (17 octobre 1912 - 28 septembre 1978) -  263e pape en 1978
148. Jean-Paul II (18 mai 1920 - 2 avril 2005) -  264e pape de 1978 à 2005
149. Benoît XVI (16 avril 1927 - 31 décembre 2022) -  265e pape de 2005 à 2013

## Les grottes du Vatican
Les grottes du Vatican est le nom que l'on donne aux salles souterraines se trouvant sous la basilique Saint-Pierre. Elles s'étendent sous une partie de la nef centrale, à trois mètres sous le sol actuel, en partant de l'autel principal (dit « autel papal ») à environ la moitié de la nef, formant ainsi une véritable église souterraine qui occupe l'espace entre le plancher actuel de la basilique et l'ancienne basilique de Constantin, au IVe siècle. Les grottes vaticanes abritent la tombe de saint Pierre et également celles de la plupart des autres souverains pontifes.
Les « grottes vaticanes » ont la taille de l'ancienne basilique constantinienne, qui perdura jusqu'au XVIe siècle, c'est pourquoi elles ne courent pas sur toute la longueur de la nef de la basilique actuelle, qui est plus grande que la précédente.
Les grottes du Vatican sont un monument impressionnant pour les nombreux souvenirs historiques. En plus des 148 sépultures papales, les grottes sont remplies d'œuvres d'art de l'antique basilique. Parmi les œuvres les plus importantes, on peut admirer le tombeau de Boniface VIII par Arnolfo di Cambio, le tombeau du cardinal Berardo Eroli par Giovanni Dalmata, des fragments de fresques attribuées à Pietro Cavallini, le sarcophage de Junius Bassus, ou encore le tombeau en bronze du pape Sixte IV fabriqué par Antonio Pollaiuolo en 1493.
Être enterré dans les grottes du Vatican, près du tombeau de Pierre, était le désir de plusieurs de ses successeurs, mais pas seulement. On trouve également des souverains, des princes, des religieux, ainsi que des premiers chrétiens de Rome qui ont émis ce même souhait.
Il est à noter que certains papes initialement inhumés dans la basilique Saint-Pierre ont été déplacés vers d'autres églises de Rome:
- Eugène IV (207e pape de 1431 à 1447) a été transféré à l'église romaine de Saint-Sauveur du Laurier (San Salvatore in Lauro).
- Calixte III (209e pape de 1455 à 1458) et Alexandre VI (214e pape de 1492 à 1503), deux papes de la famille Borgia d'origine espagnole, ont vu leurs dépouilles être déplacées à l'église romaine de Sainte-Marie de Montserrat des Espagnols (Chiesa di Santa Maria in Monserrato degli Spagnoli), en raison des travaux de construction de la nouvelle basilique.
- Pie II (210e pape de 1458 à 1464) a quitté la basilique Saint-Pierre en 1614, pour être transféré à l'église romaine de Saint-André de la Vallée (Sant'Andrea della Valle).

## Papes inhumés dans la basilique
Parmi les 149 papes, tous ne sont pas enterrés dans les grottes vaticanes. Certains y ont été inhumés et ont ensuite été transférés dans la basilique, d'autres ont directement été inhumés dans la basilique à leur mort.
Voici la liste chronologique de ces papes qui sont actuellement inhumés dans la basilique Saint-Pierre :
| No | Papes          | Dates de pontificat | Numéros de pontificat | Dates d'inhumation dans la basilique | Raisons du transfert | Images des tombeaux |
| -- | -------------- | ------------------- | --------------------- | ------------------------------------ | --- | ------------------- |
| 1  | Sixte IV       | 1471-1484           | 212e pape             | ?                                    | Initialement situé dans la chapelle du chœur de l'ancienne basilique Saint-Pierre, il a déménagé en 1610 à la sacristie, en 1625 à la chapelle de la chorale dans le nouveau Saint-Pierre. Puis associé à son neveu Jules II en 1926, il déménage à nouveau dans les années 1940 devant le monument funéraire du pape Clément X, sous une pierre tombale simple. |                     |
| 2  | Innocent VIII  | 1484-1492           | 213e pape             | ?                                    | Premier tombeau d'un pape avec de la statuaire autour, plutôt qu'une simple effigie lit de mort, il est achevé en 1498. Placé à l'origine dans l'arc de triomphe de l'ancienne basilique, il a ensuite été déplacé en 1606 lors de la construction de la nouvelle basilique à l'aile dite du Saint Suaire et finalement recomposé en 1621 avec inversion de statues à sa place actuelle, dans la nef gauche. Il est le seul monument de l'ancienne basilique à avoir été conservé dans le nouveau bâtiment. Le tombeau a été créé par Antonio Benci, connu Pollaiolo, avec l'aide de son frère Piero. Les deux statues représentant le pape sont des symboles de la splendeur de la majesté impériale et l'égalisation de la mort qui frappe tous les mortels semblables. |                     |
| 3  | Jules II       | 1503-1513           | 216e pape             | ?                                    | Devant le monument funéraire du pape Clément X, sous une pierre tombale simple, se trouvent les restes du pape Jules II (accompagné de ceux de son oncle Sixte IV). Jules II avait demandé un mausolée majestueux dans le centre de la branche abside de Saint-Pierre, d'après le dessin de Michel-Ange, mais s'est retrouvé avec le plus humble des enterrements. Sa mémoire est perpétuée par le cénotaphe exécuté par Michel-Ange dans l'église de Saint-Pierre-aux-Liens. |                     |
| 4  | Paul III       | 1534-1549           | 220e pape             | 1599                                 | Le tombeau a été dessiné par Michel-Ange et construit par Guglielmo della Porta. La statue en bronze du pape couronne le monument pyramidal. En contrebas, deux statues de marbre font allusion à la Justice et la Prudence, et seraient des portraits de la sœur et de la mère du pape. Ce monument a été d'abord placé dans la chapelle grégorienne, puis en 1628 à la Tribune (l'abside de la basilique). |                     |
| 5  | Grégoire XIII  | 1572-1585           | 226e pape             | ?                                    | |                     |
| 6  | Grégoire XIV   | 1590-1591           | 229e pape             | ?                                    | Le monument funéraire de Grégoire XIV est l'un des moins élaborés dans la basilique et se compose d'une niche dans le mur avec un sarcophage simple. Giacomo della Porta était responsable de la conception, tandis que la sculpture était du domaine de Prospero Bresciano. Sur les côtés de la niche se situent deux statues allégoriques de la Religion et de la Justice. |                     |
| 7  | Léon XI        | 1605-1605           | 232e pape             | ?                                    | Inhumé dans un tombeau de marbre blanc, commandé à Alessandro Algardi par le neveu de Léon XI, le cardinal Roberto. Il ressemble au tombeau d'Urbain VIII mais sur une plus petite échelle. Le pape a une expression paternelle en tenant la main vers les fidèles. En dessous sont sculptées les allégories de la Majesté du Royaume et la libéralité. Sur le tombeau, un bas-relief commémore l'abjuration de Henri IV de France en 1593 alors que Léon XI n'était encore que le légat du pape Clément VIII. Achevé en 1644, le monument n'est dévoilé au public qu'en 1652. |                     |
| 8  | Urbain VIII    | 1623-1644           | 235e pape             | ?                                    | Inhumé dans un monument construit par Gian Lorenzo Bernini avec un schéma pyramidal similaire à la tombe du pape Paul III. Un grand piédestal de marbre blanc soutient la figure en bronze du pape bénissant. Les allégories de la Charité avec des enfants et de la Justice avec une épée et une échelle, l'entourent en contrebas. Le monument est achevé en 1647. |                     |
| 9  | Alexandre VII  | 1655-1667           | 237e pape             | ?                                    | Inhumé dans un tombeau monumental sculpté par Gian Lorenzo Bernini entre 1672 et 1678. Le Bernin a été assisté par divers artistes. Le pape représenté à genoux est absorbé dans ses prières. Il n'est pas perturbé par l'apparition soudaine de la Mort, qui soulève un drap lourd en brandissant un sablier pour indiquer que le temps a passé. Quatre statues entourent le pape et représentent les vertus pratiquées par celui-ci : la Charité par Giuseppe Mazzuoli, la Vérité par Lazzaro Morelli et Giulio Cartari, la Prudence par Giuseppe Baratta et Giulio Cartari, et enfin la Justice par L. Balestri. |                     |
| 10 | Clément X      | 1670-1676           | 239e pape             | ?                                    | Avec un design en forme de pyramide par Mattia De Rossi, le monument funéraire est connu pour ses effets multicolores des différents marbres précieux utilisés. La statue de marbre blanc du pape assis a été sculptée par Ercole Ferrata. Le pape est entouré par les allégories de la Clémence (par Giuseppe Mazzuoli) et de la Bonté (par Lazzaro Morelli). Deux angelots viennent compléter le monument (par Filippo Carcani). |                     |
| 11 | Innocent XI    | 1676-1689           | 240e pape             | 1956                                 | Transfert dans la chapelle Saint-Sébastien, dans un sarcophage de cristal, à la suite de sa béatification. Le tombeau est entouré à sa droite par une statue de Pie XI (réalisée en 1949 par Francesco Nagni), et à sa gauche par une statue de Pie XII (réalisée en 1964 par Francesco Messina). En 2011, le tombeau a été déplacé à l'autel de la Transfiguration, situé dans le pilier de Saint-André, l'un des quatre qui soutiennent la coupole, pour installer le tombeau de Jean-Paul II. |                     |
| 12 | Alexandre VIII | 1689-1691           | 241e pape             | ?                                    | Il est enterré dans un monument funéraire, commandé par son neveu le cardinal Pietro Ottoboni, sur un dessin d'Arrigo di San Martino en 1725. Cependant, le monument était prêt depuis un certain temps, puisque De Rossi, auteur des deux statues de la Prudence et de la Religion, était mort en 1715. La statue en bronze du pape est une œuvre de Giuseppe Bertosi. |                     |
| 13 | Innocent XII   | 1691-1700           | 242e pape             | ?                                    | Il fut enterré dans la basilique dans un sarcophage de marbre austère dans la chapelle du Saint-Sacrement. Mais en 1746, le cardinal Vincenzo Petra, évêque de l'évêché de Palestrina et chambellan suburbicaire, a commandé et financé la décoration d'un monument funéraire plus imposant où Innocent XII repose aujourd'hui. Il a été construit par Filippo Della Valle, et représente le pape assis, flanquée par deux figures allégoriques de la Charité et de la Justice. |                     |
| 14 | Clément XI     | 1700-1721           | 243e pape             | ?                                    | Ayant toujours voulu être enterré d'une manière simple et humble, il repose sous le chœur de la chapelle des chanoines de la basilique Saint-Pierre. |                     |
| 15 | Benoît XIV     | 1740-1758           | 247e pape             | ?                                    | Inhumation à sa mort dans un monument funéraire construit en 1869 par Pietro Bracci. Le pape est représenté se levant de son trône pour donner sa bénédiction. En contrebas se trouvent des statues allégoriques de la Sainte Sagesse (par Pietro Bracci) et du Désintéressement (par Gaspare Sibilla). Le monument fut payé par les soixante-quatre cardinaux qu'il avait créés pendant son pontificat. |                     |
| 16 | Clément XIII   | 1758-1769           | 248e pape             | ?                                    | Transfert dans un monument funéraire, commandé par sa famille et construit par le sculpteur Antonio Canova de 1783 à 1792. Il montre le pape agenouillé en prière avec la tiare à côté de lui. |                     |
| 17 | Pie VII        | 1800-1823           | 251e pape             | 1825                                 | Transfert dans un monument funéraire, construit par Bertel Thorvaldsen, dans la chapelle clémentine. Le monument a été payé avec l'héritage du cardinal secrétaire d'État Ercole Consalvi, décédé en 1824. |                     |
| 18 | Léon XII       | 1823-1829           | 252e pape             | ?                                    | Inhumation dans un monument funéraire construit par Giuseppe Fabris. |                     |
| 19 | Pie VIII       | 1829-1830           | 253e pape             | 1857                                 | Transfert dans un monument funéraire, construit par Pietro Tenerani entre 1853 et 1866, situé à l'entrée de la sacristie et du trésor. Le pape est représenté à genoux, accompagné des statues du Christ sur le trône et des saints Pierre et Paul. Dans ce passage vers la sacristie se trouve une liste des 148 papes enterrés à Saint-Pierre. |                     |
| 20 | Grégoire XVI   | 1831-1846           | 254e pape             | 1853                                 | Transfert dans un monument funéraire, construit par Luigi Amici, dans la chapelle grégorienne. Le monument représente le pape assis sur un trône qui donne la bénédiction. |                     |
| 21 | Pie X          | 1903-1914           | 257e pape             | 1952                                 | Transfert dans un sarcophage de bronze ajouré par un vitrage en cristal, sous l'autel de la chapelle de la Présentation, à la suite de sa béatification de 1951. Il a ensuite été canonisé en 1954. Son corps est vêtu des habits pontificaux et le visage ainsi que les mains sont couverts d'argent. |                     |
| 22 | Jean XXIII     | 1958-1963           | 261e pape             | 2000                                 | Transfert dans la chapelle Saint-Léon-le-Grand, dans un sarcophage ajouré par un vitrage, à la suite de sa béatification, aujourd'hui canonisé, saint Jean XXIII |                     |
| 23 | Jean-Paul II   | 1978-2005           | 264e pape             | 2011                                 | Transfert dans la chapelle Saint-Sébastien, à la place d'Innocent XI, dans un tombeau portant l'inscription SANCTVS IOANNES PAVLVS PP. II (Saint Jean-Paul II). |                     |

## Les autres sépultures

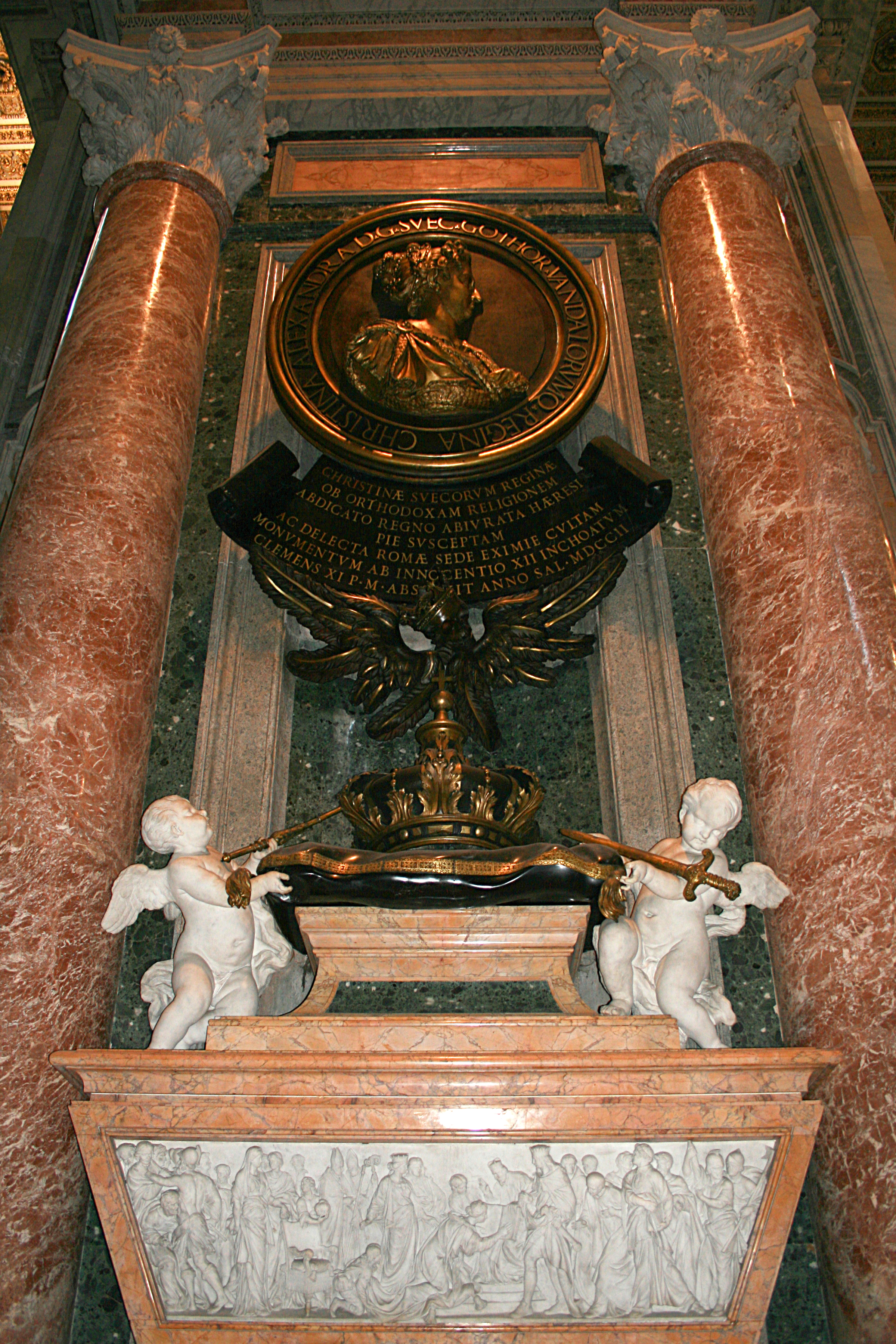
Tombeau de la reine Christine de Suède.

On trouve également dans les grottes du Vatican ou dans la basilique, des personnalités qui se sont distinguées à travers les âges pour des raisons particulières, morales ou religieuses et qui ont émis le souhait de reposer près du tombeau de Saint-Pierre.
On peut citer :

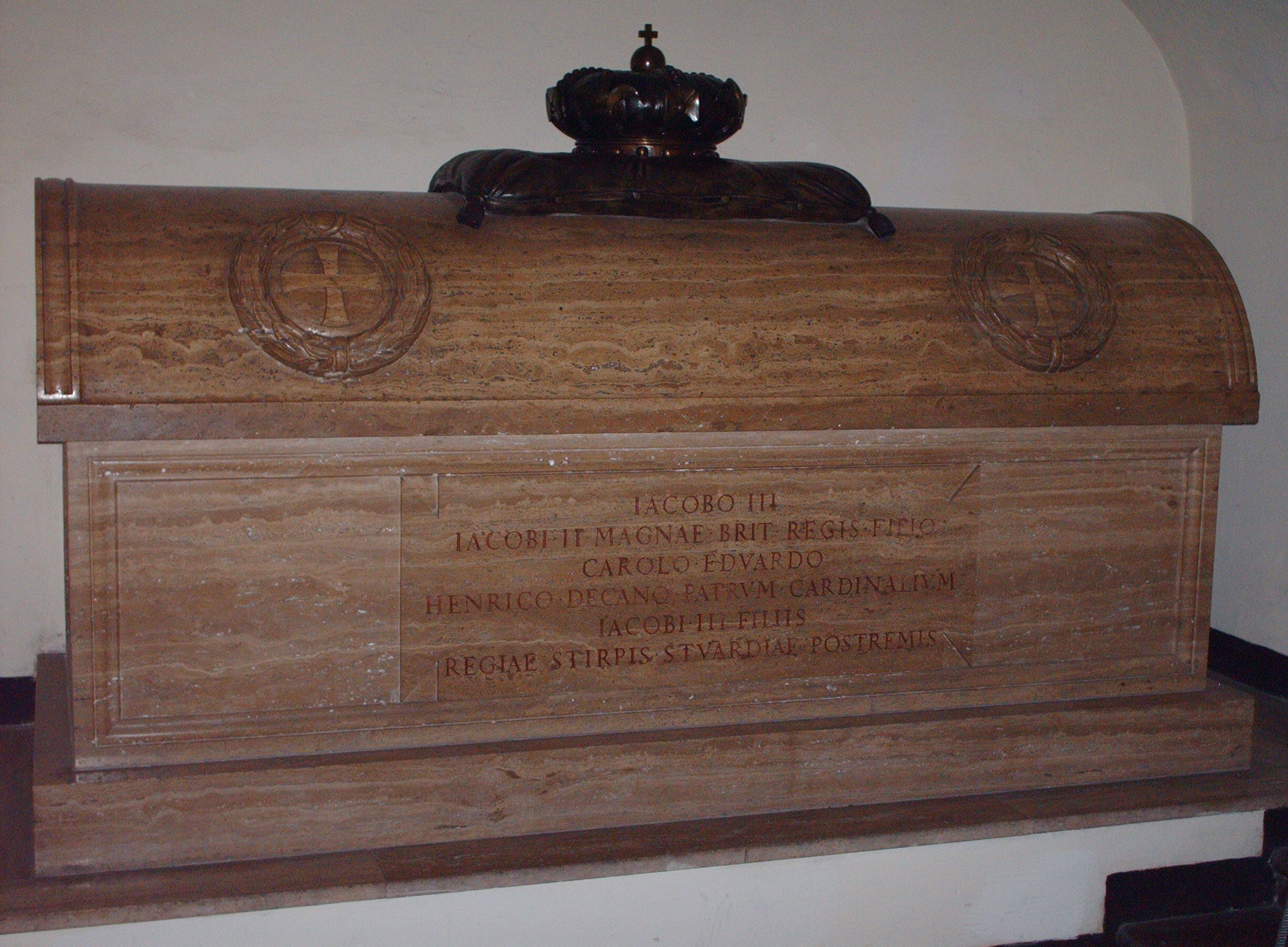
Tombeau des princes Stuart: Jacques François, Charles-Édouard et Henri Benoît, dans les grottes du Vatican.

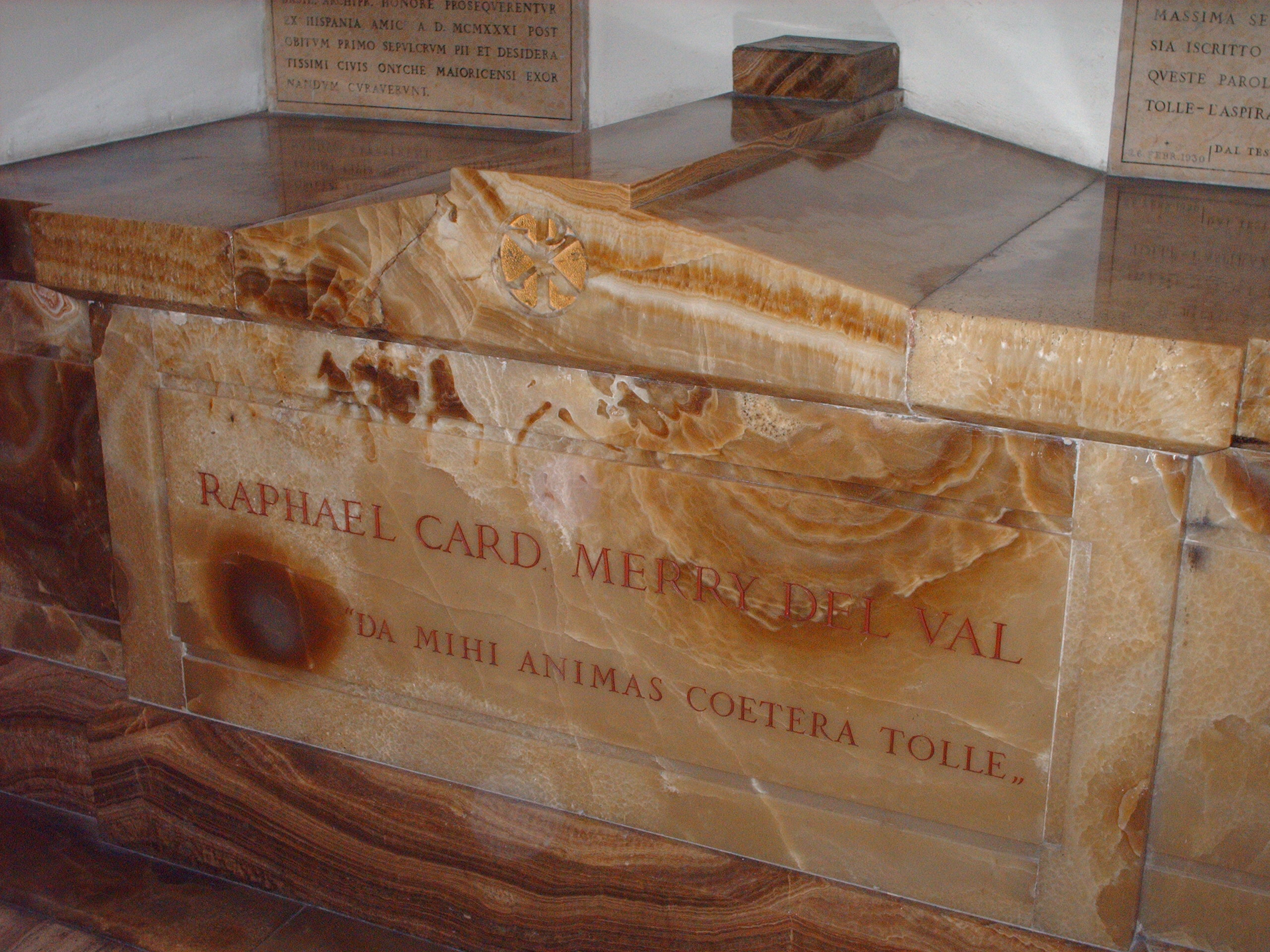
Tombeau du cardinal Rafael Merry del Val.

1. L'empereur Otton II du Saint-Empire (955 - 7 décembre 983), empereur de 973 à 983.
2. La comtesse Mathilde de Toscane (v. 1046 - 24 juillet 1115), ensevelie dans la basilique au XVIIe siècle.
3. Le comte Amaury VI de Montfort (1192 - 1241), connétable de France.
4. Le cardinal Berardo Eroli (1409 – 2 avril 1479), cardinal et juriste italien.
5. La reine Charlotte de Chypre (28 juin 1444 - 16 juillet 1487), reine de Chypre de 1458 à 1460, morte en exil à Rome.
6. La reine Christine de Suède (18 décembre 1626 - 19 avril 1689), reine de Suède de 1632 à son abdication en 1654.
7. La princesse Marie-Clémentine Sobieska, (18 juillet 1702- 18 janvier 1735), petite-fille du roi de Pologne Jean III Sobieski, vainqueur des Turcs et sauveur de Vienne, sa piété lui vaut l'honneur d’être enterrée à la basilique Saint-Pierre de Rome.
8. Le prince Jacques François Stuart (20 juin 1688 – 1er janvier 1766), prince de Galles, prétendant catholique au trône d'Angleterre sous le nom de Jacques III, mort en exil à Rome.
9. Le prince Charles Édouard Stuart (31 décembre 1720 – 31 janvier 1788), fils du précédent et prétendant catholique au trône d'Angleterre sous le nom de Charles III, mort en exil à Rome.
10. Le cardinal Henri Benoît Stuart (11 mars 1725 – 13 juillet 1807), frère du précédent et prétendant catholique au trône d'Angleterre sous le nom de Henri IX, mort à Rome.
11. Le cardinal Rafael Merry del Val (10 octobre 1865 - 26 février 1930), proche collaborateur du pape Pie X.
12. Le cardinal Josef Beran (29 décembre 1888 - 17 mai 1969), cardinal-archevêque de Prague, primat de Tchécoslovaquie, mort en exil à Rome (avant avril 2018, quand sa dépouille est rapatriée en République tchèque et est enterré dans la cathédrale Saint-Guy de Prague).

Parmi les tombeaux se trouve aussi celui d'un enfant de la famille des Julii, ainsi que les plus anciennes mosaïques chrétiennes connues, antérieures au IVe siècle[réf. souhaitée].

## Galerie d'images des tombeaux des grottes vaticanes

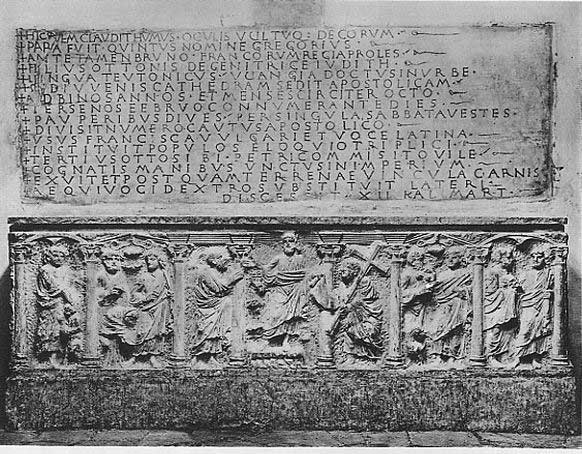
Tombeau de Grégoire V (996-999).
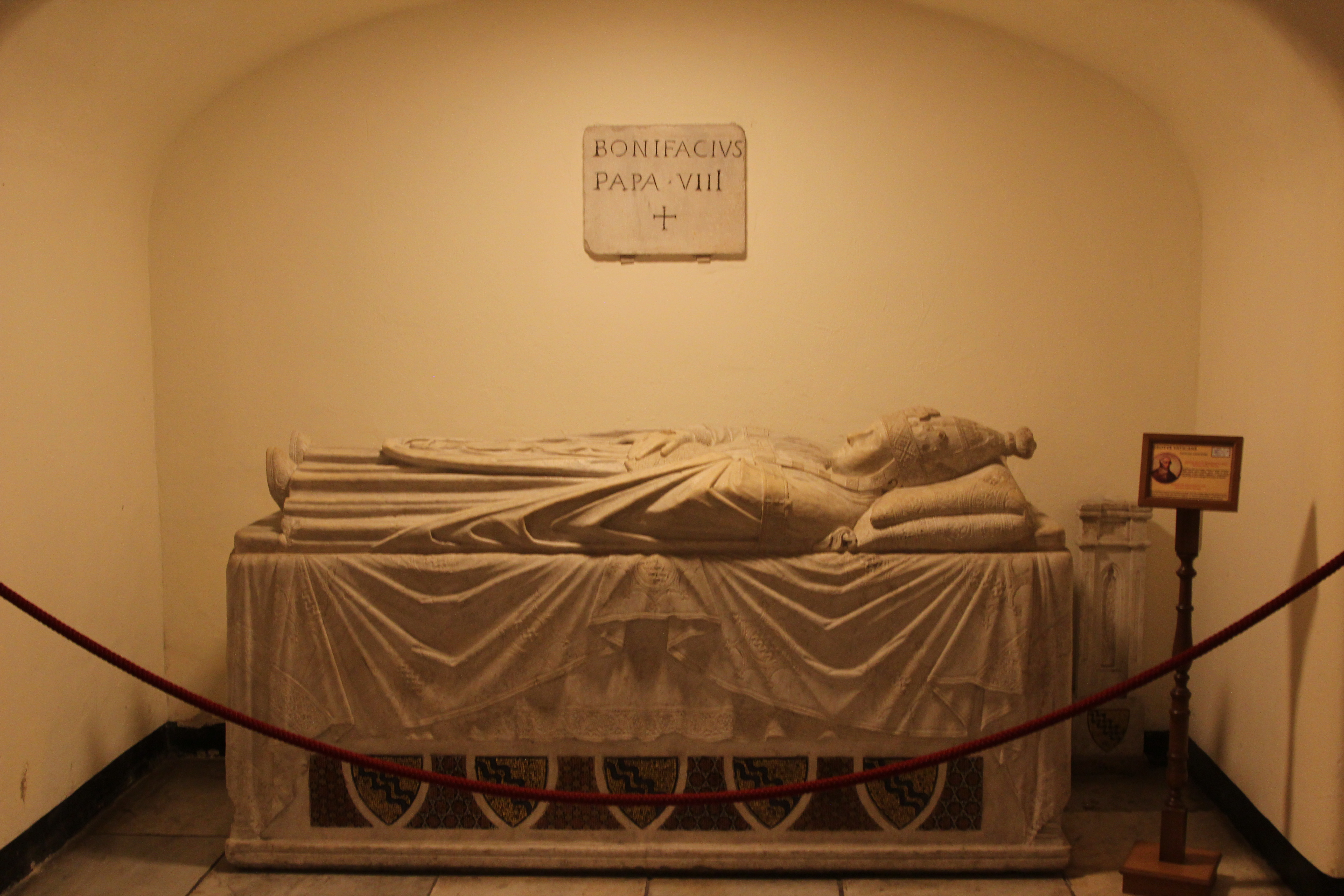
Tombeau de Boniface VIII (1294-1303).
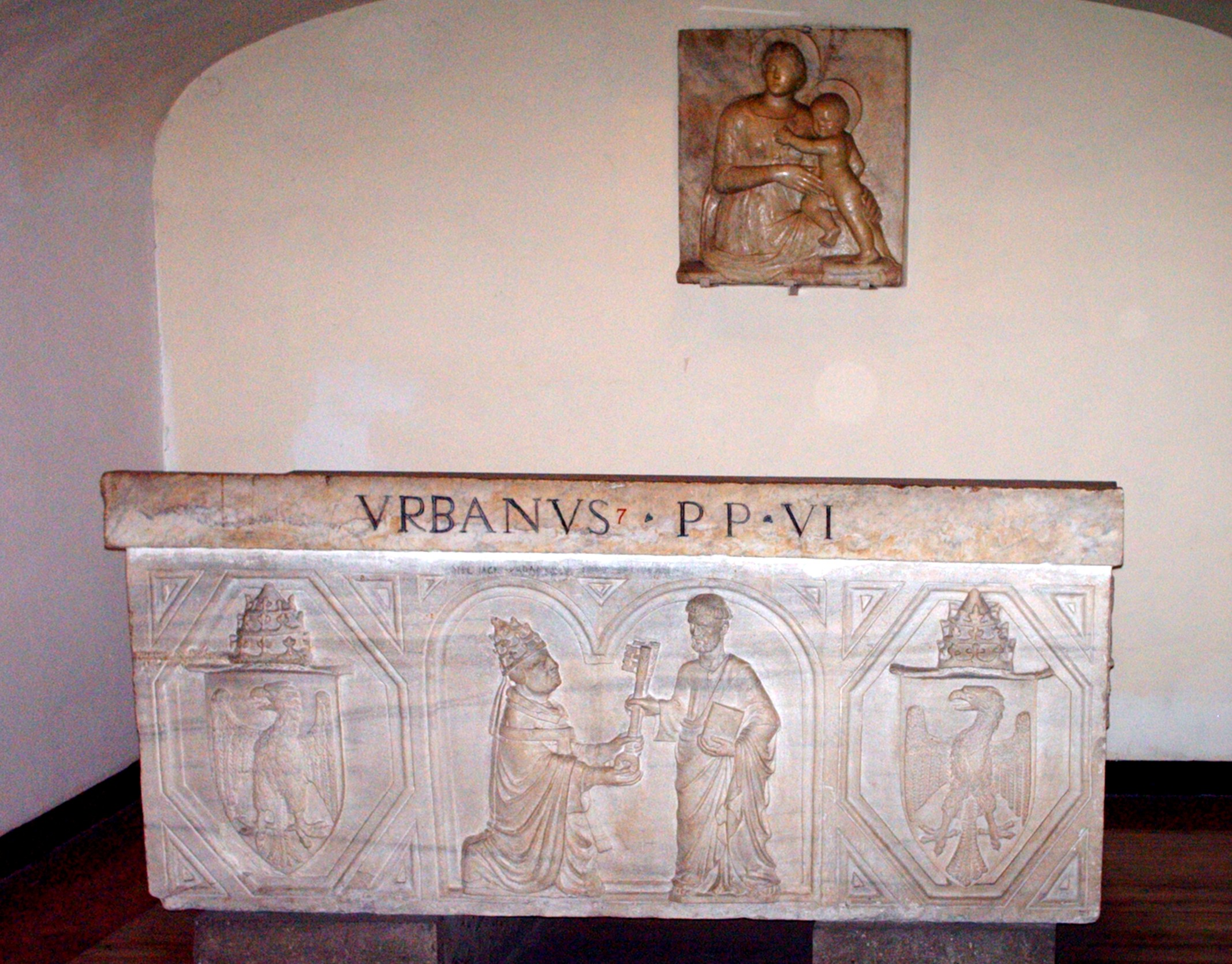
Tombeau d'Urbain VI (1378-1389).
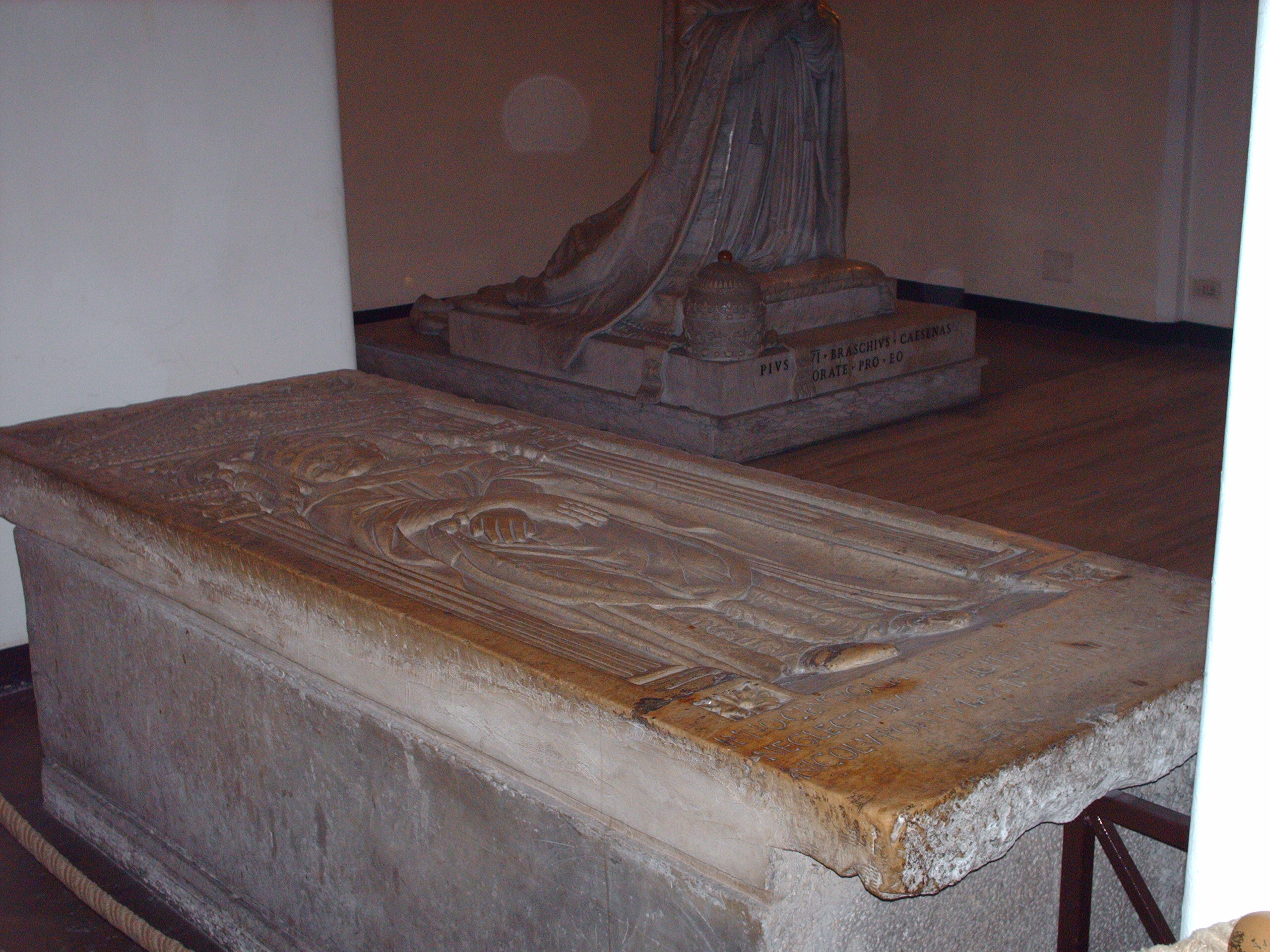
Tombeau d'Innocent VII (1404-1406).
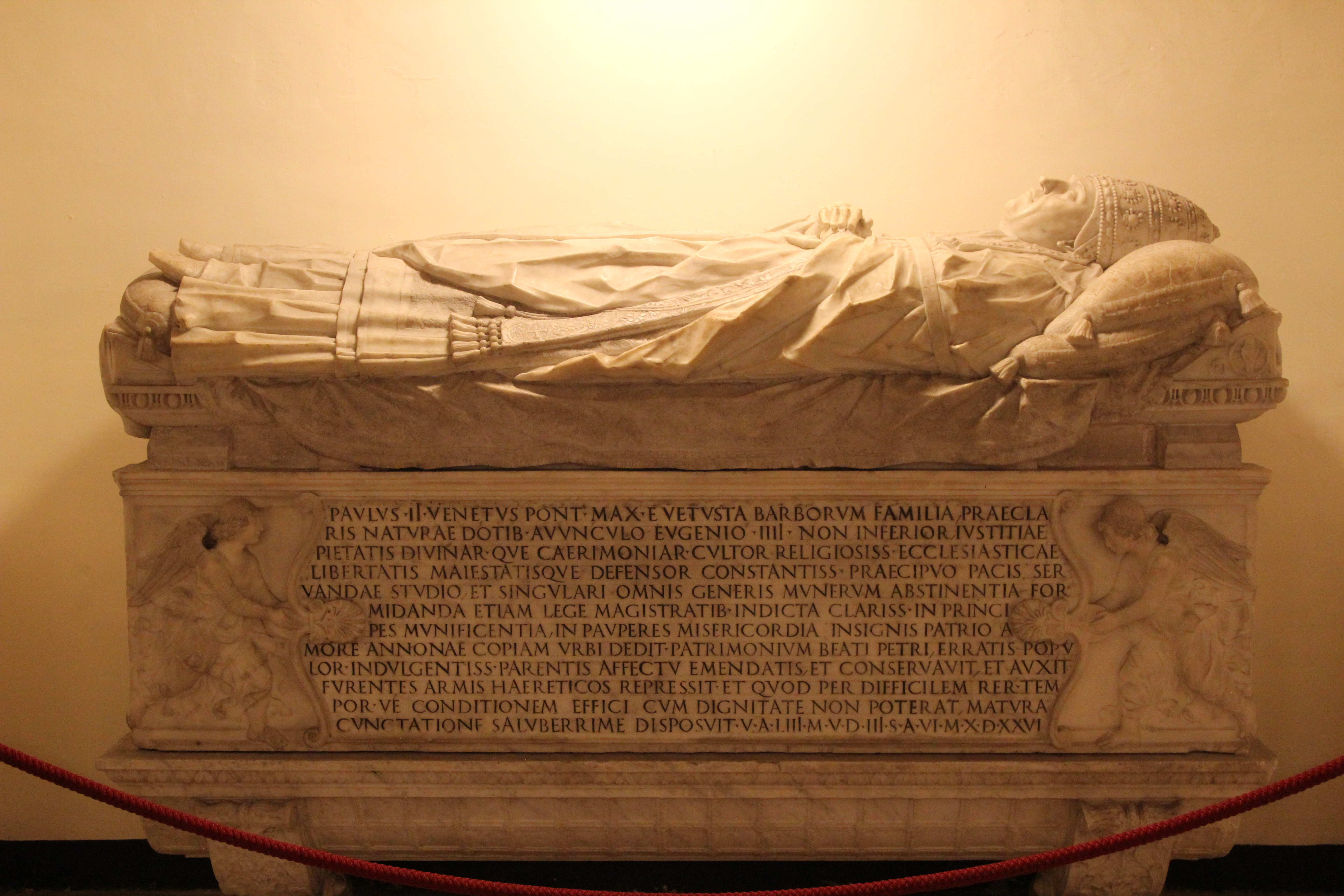
Tombeau de Paul II (1464-1471).
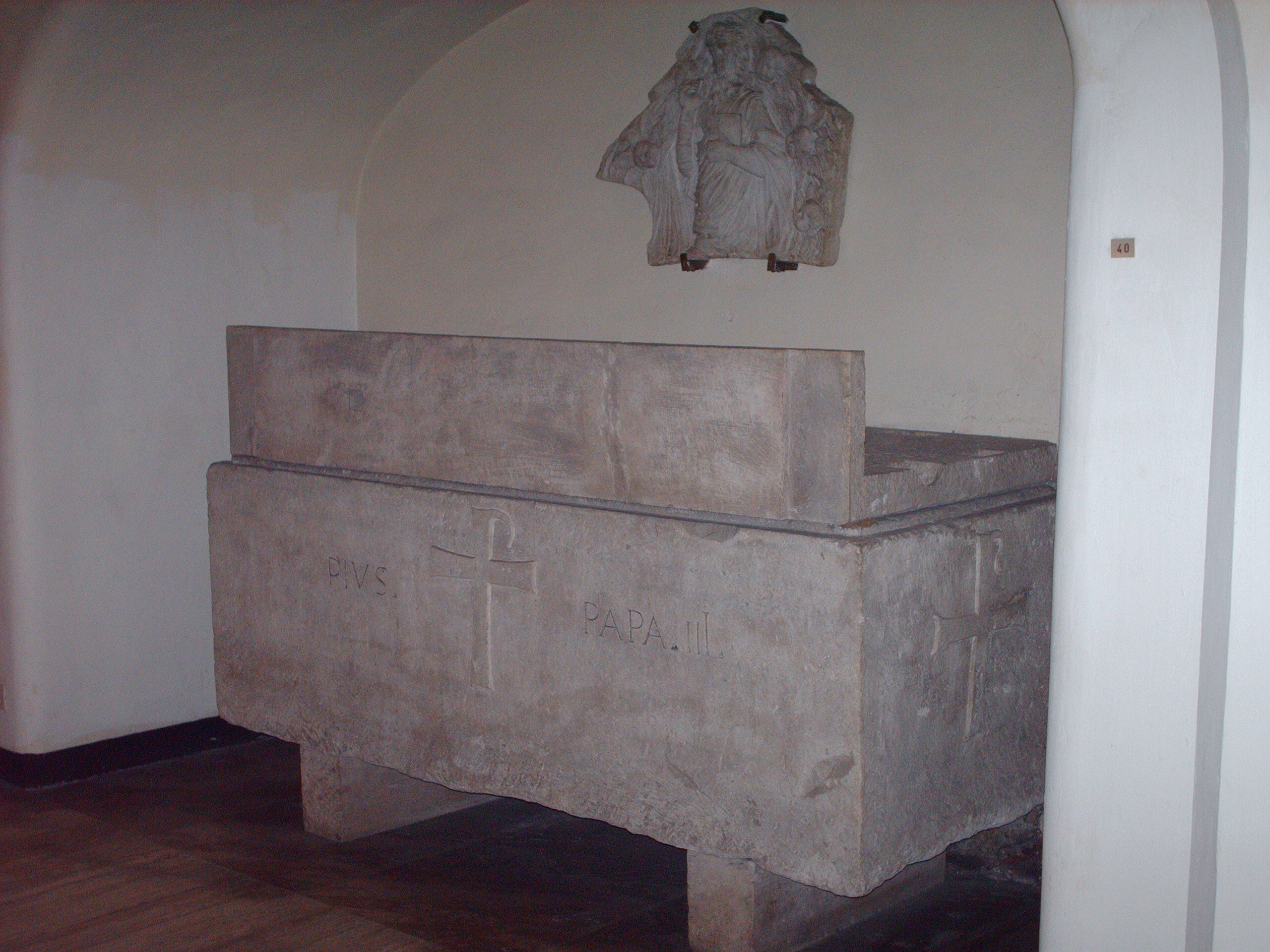
Tombeau de Pie III (1503).
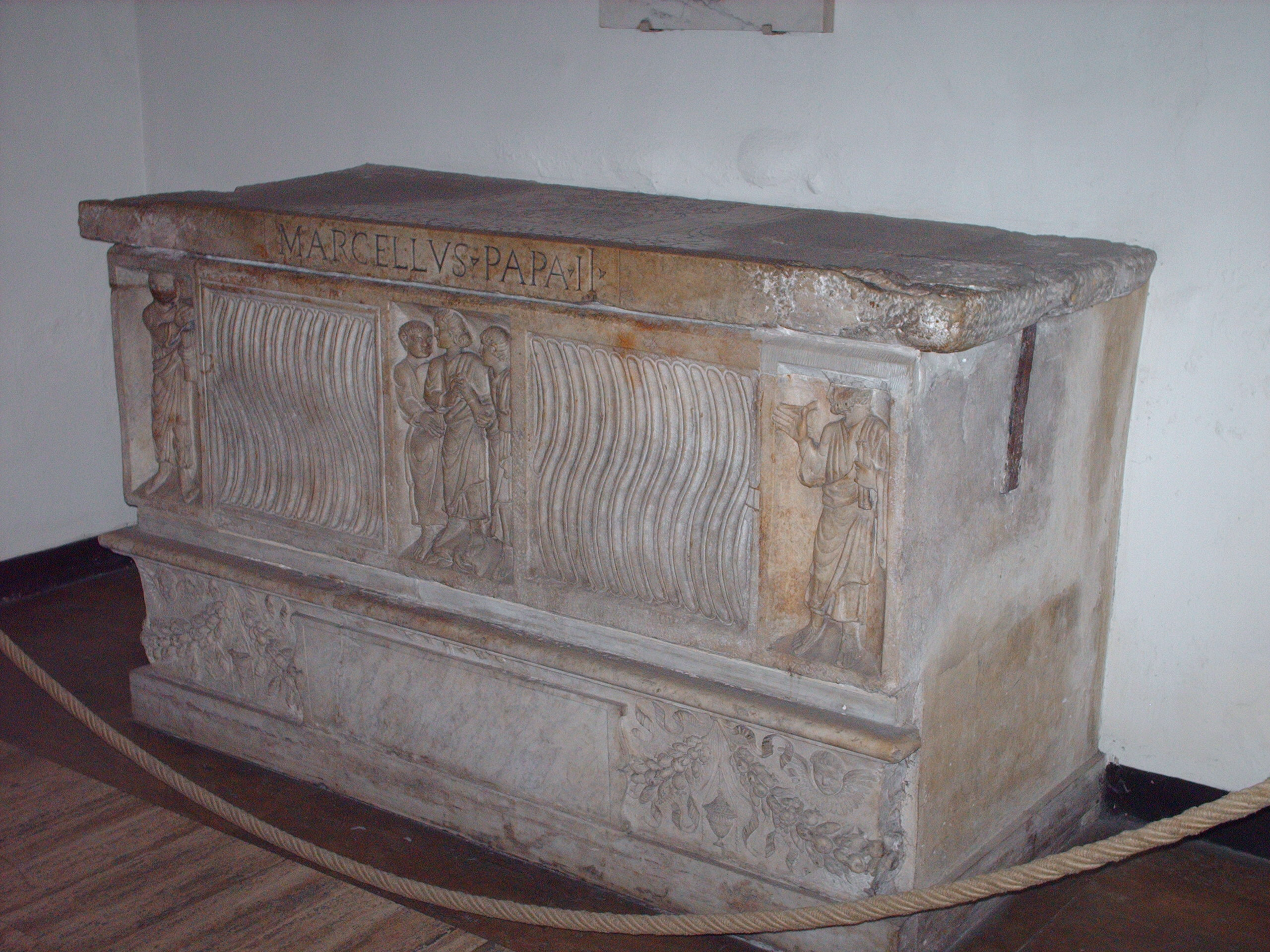
Tombeau de Marcel II (1555).
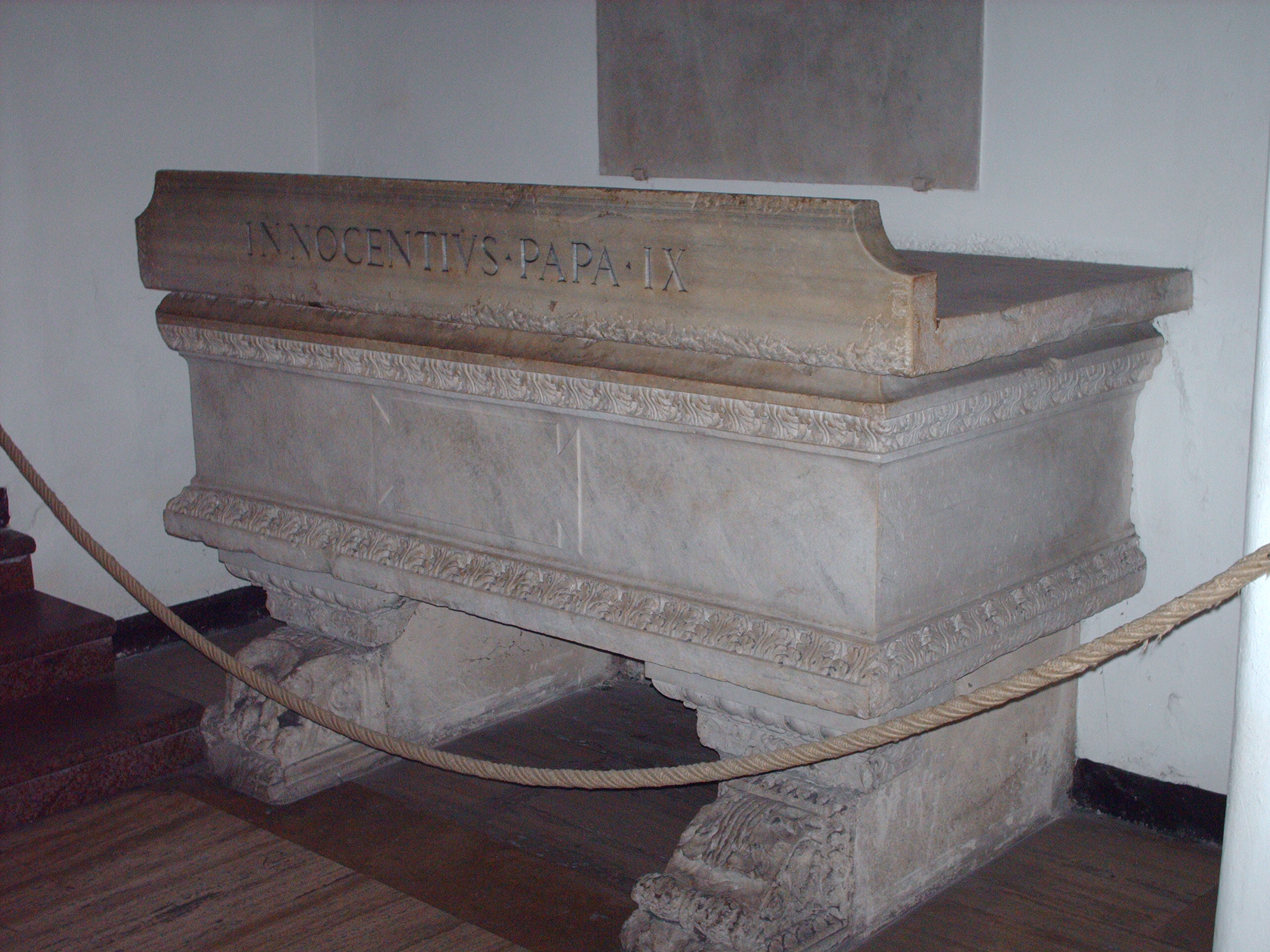
Tombeau d'Innocent IX (1591).
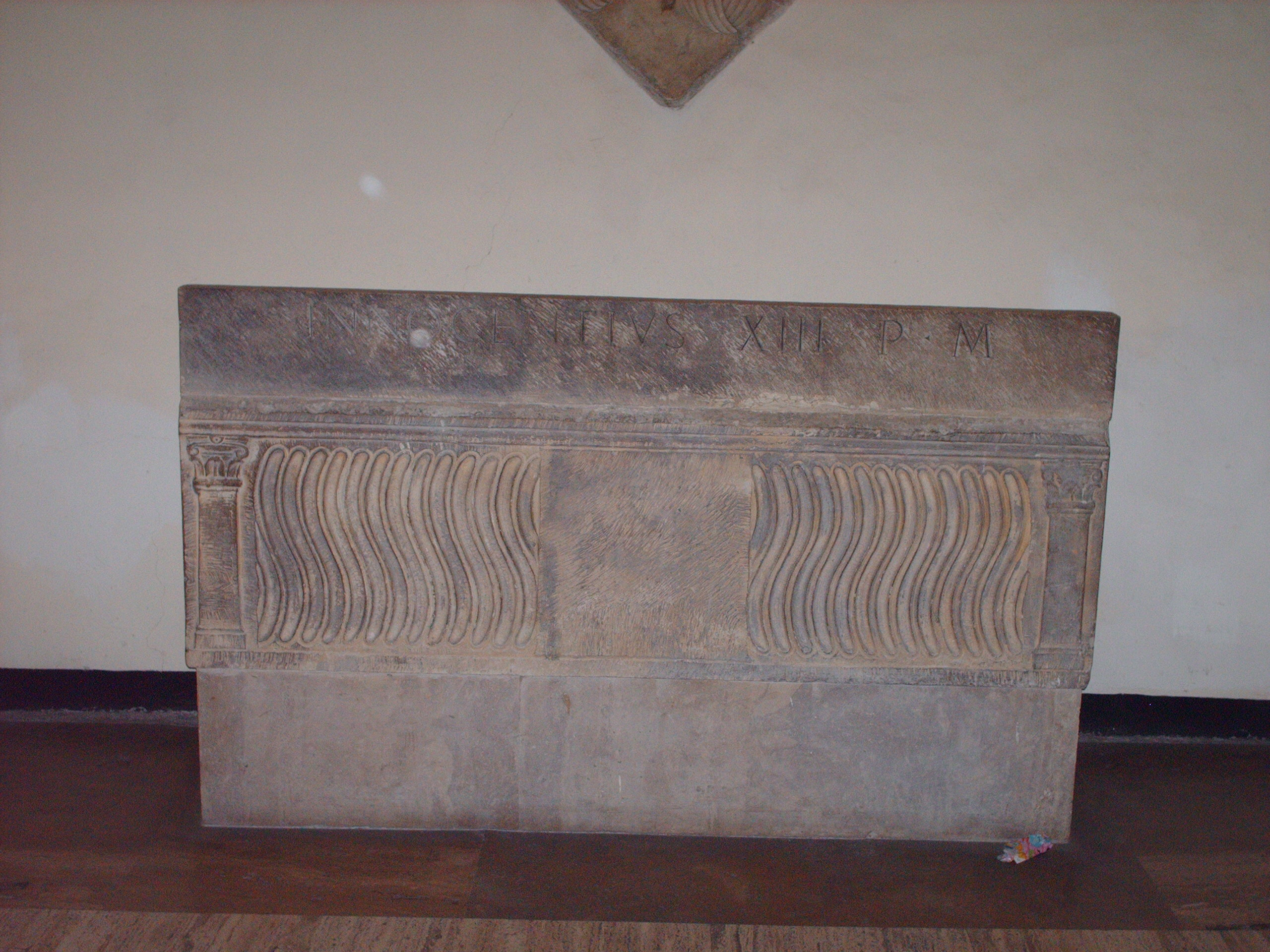
Tombeau d'Innocent XIII (1721-1724). À l'origine, il était enterré dans un tombeau de stuc de la basilique, et a été réinhumé en 1836 dans les grottes du Vatican.
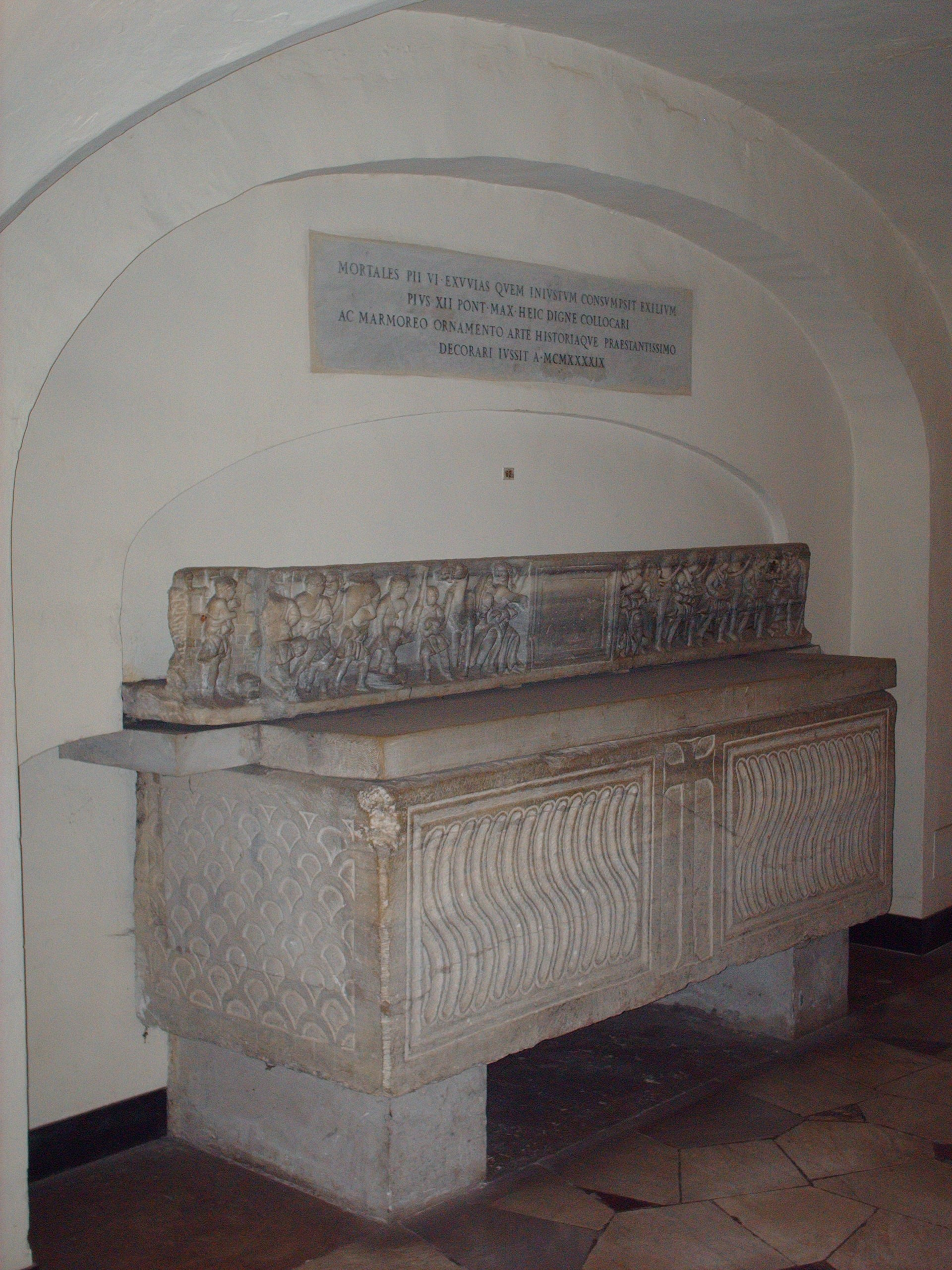
Tombeau de Pie VI (1775-1799).
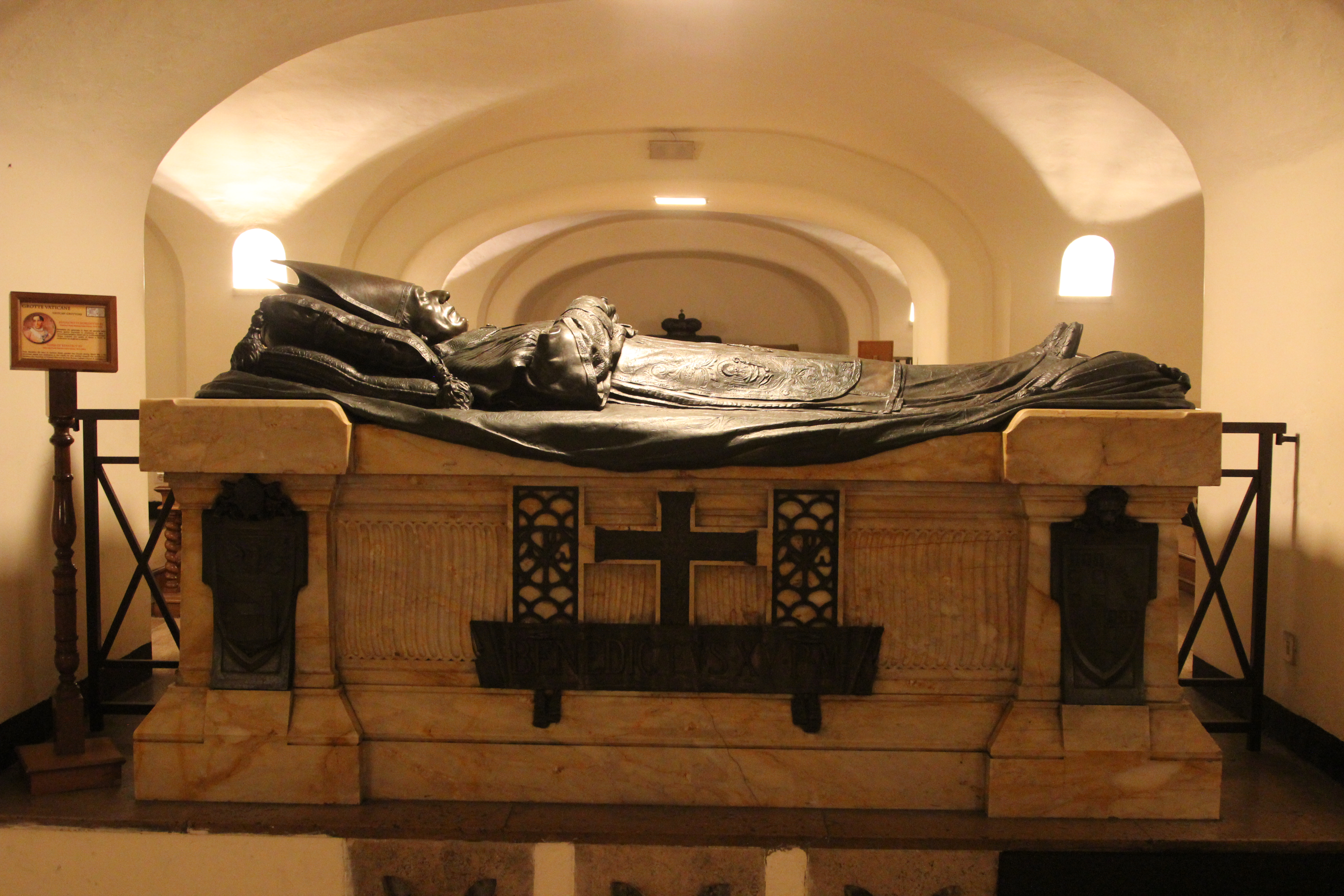
Tombeau de Benoît XV (1914-1922).
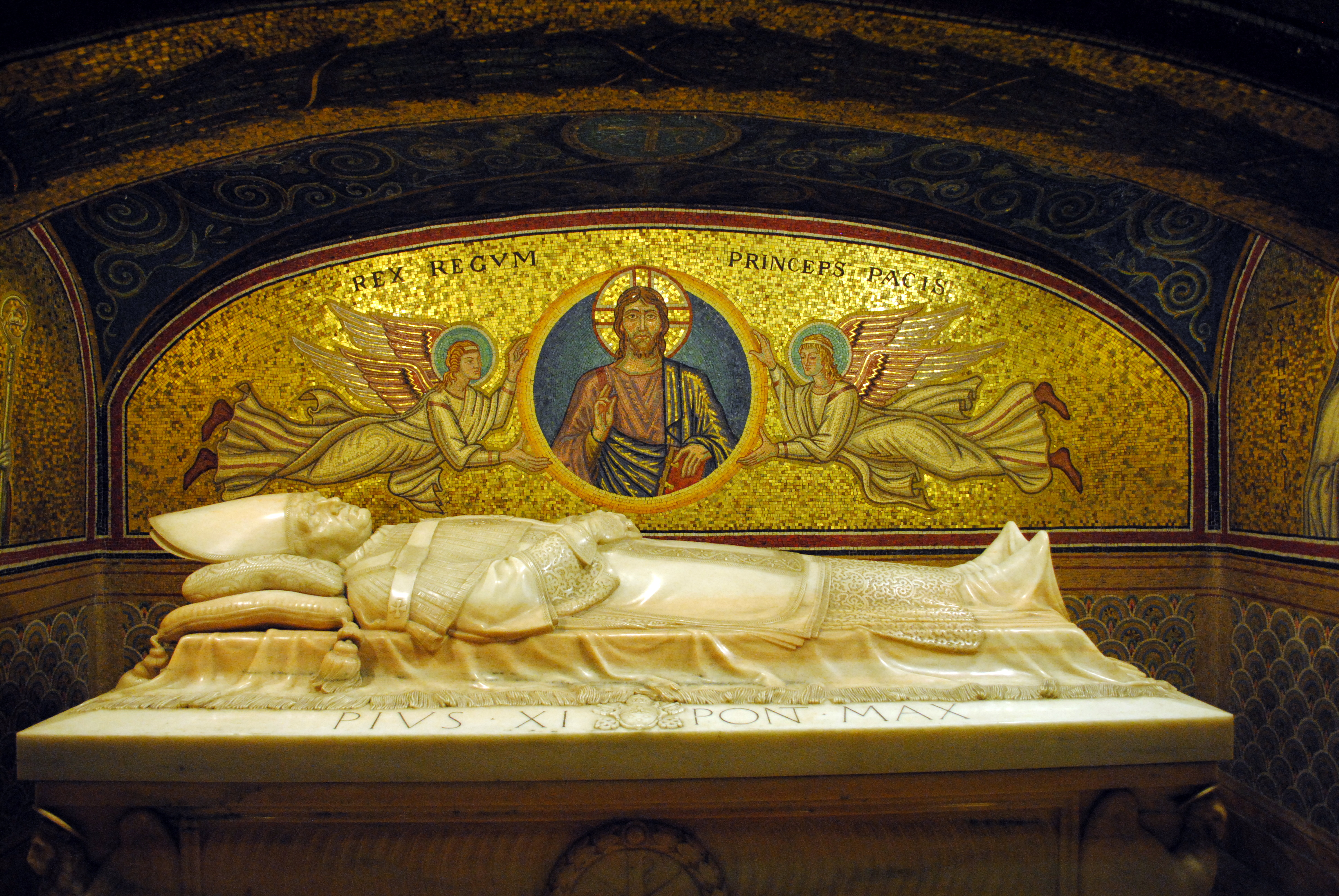
Tombeau de Pie XI (1922-1939).
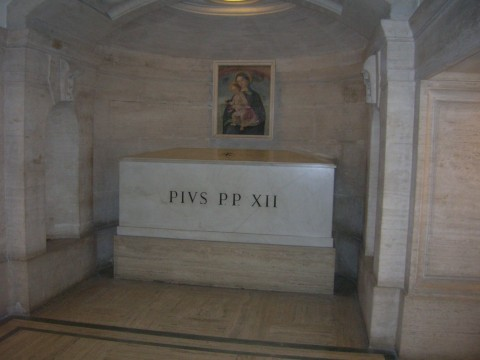
Tombeau de Pie XII (1939-1958).
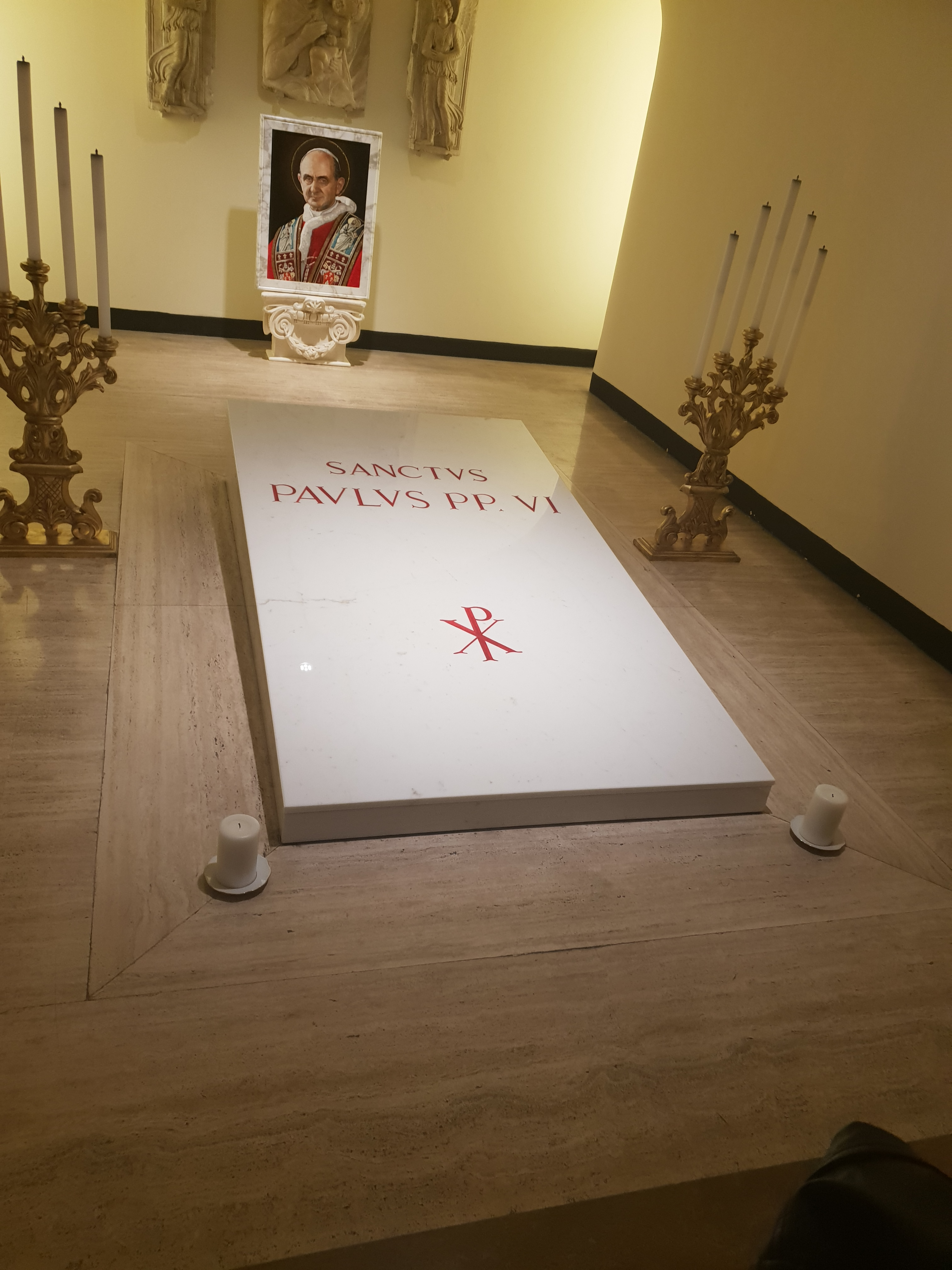
Tombeau de Paul VI (1963-1978).
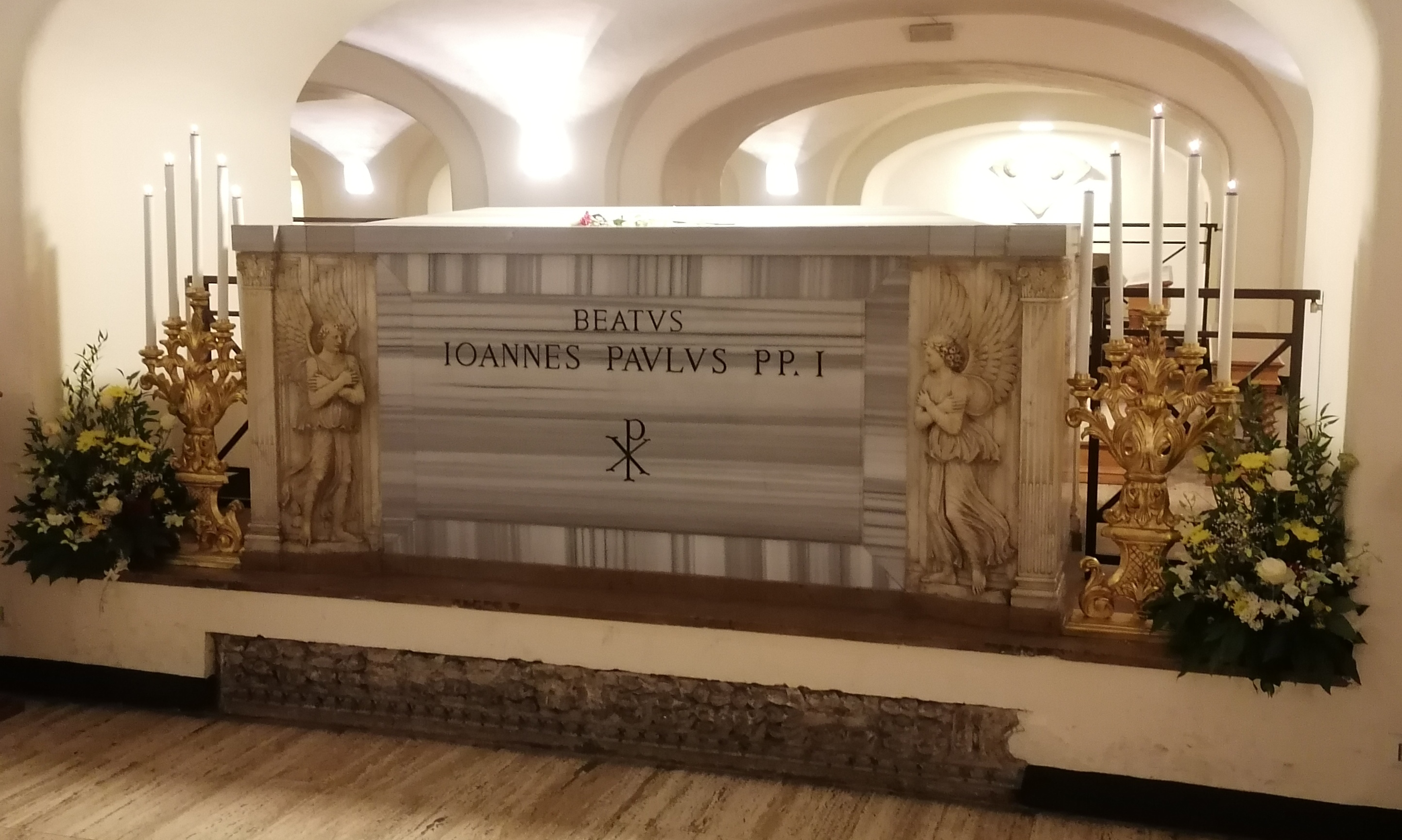
Tombeau de Jean-Paul Ier (1978).
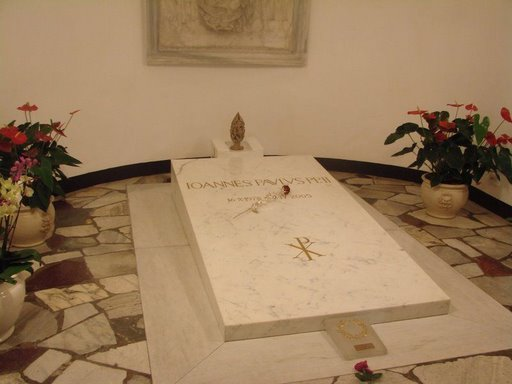
Ex-tombeau de Jean-Paul II (1978-2005).
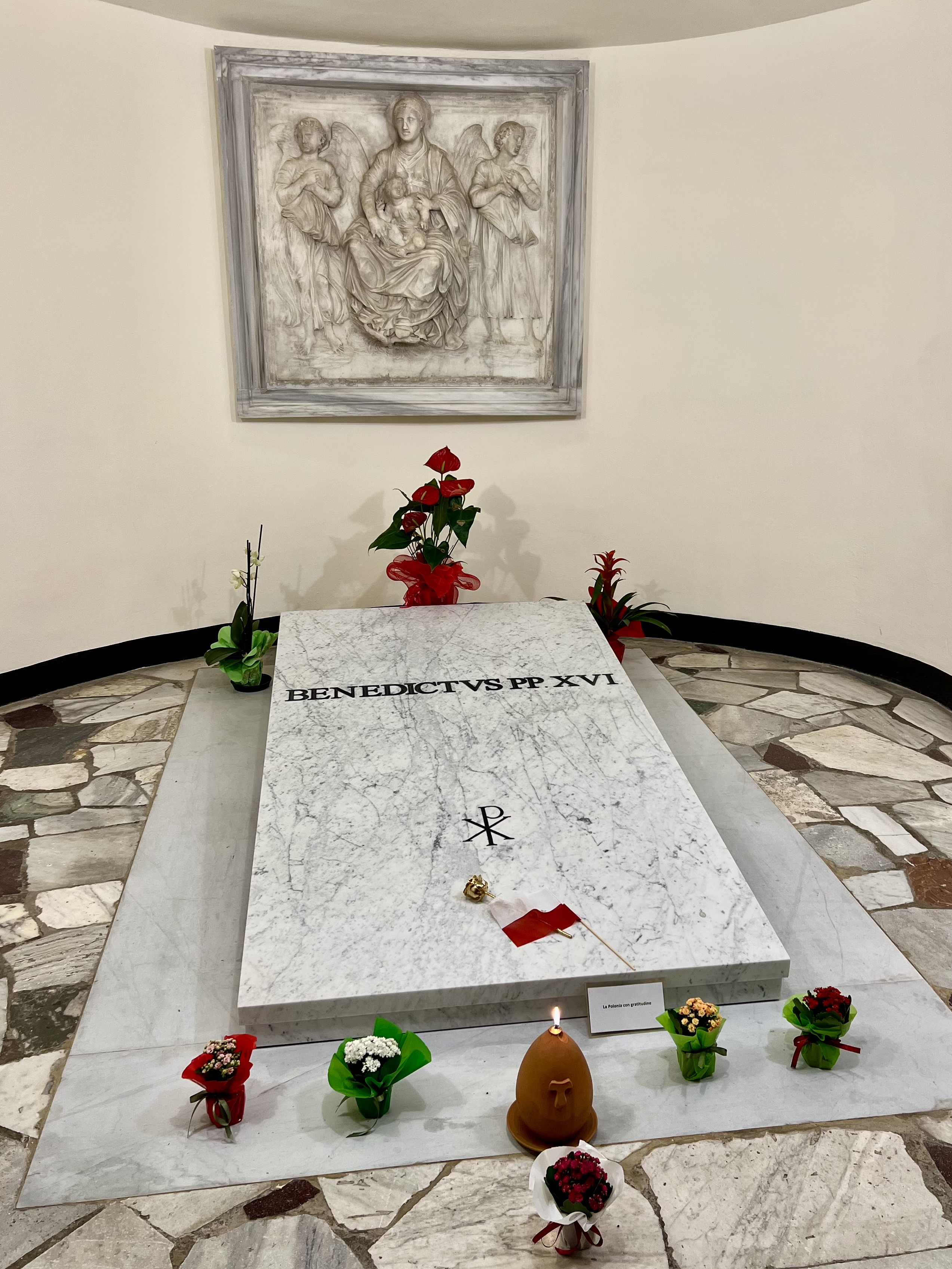
Tombeau de Benoît XVI (2005-2013).